# Graue Hauskräuselspinne
Die Graue Hauskräuselspinne oder Braune Hausspinne (Badumna longinqua; Synonym: Ixeuticus martius) ist eine Spinne innerhalb der Familie der Gezeitenspinnen (Desidae). Die Art war ursprünglich lediglich im Süden und Osten Australiens verbreitet. Sie wurde in mehreren Teilen der Welt, darunter auch Deutschland, eingeführt, wobei die Spinne hier keine festen Bestände aufbauen konnte und bisher nur in Gewächshäusern auftrat. Im englischen Sprachraum wird die Art als Brown oder Grey house spider (übersetzt: „Braune“ oder „Graue Hausspinne“) bezeichnet.
Durch ihre stark ausgeprägte Synanthropie ist die Graue Hauskräuselspinne vor allem in menschlichen Siedlungsbereichen, aber auch in Plantagen vorfindbar. Dort legt die nachtaktive Art ein Trichternetz zum Fang von Beutetieren an. Das Beutespektrum setzt sich aus anderen Gliederfüßern zusammen. Der Paarung geht ein Balzverhalten voraus und nach der Paarung kann es zu Kannibalismus seitens des Weibchens gegenüber dem Männchen kommen. Die Jungtiere bleiben für unbekannte Zeit bei ihrer Mutter, bevor sie sich von ihr trennen und selbstständig heranwachsen.
Aufgrund ihrer Anpassungsfähigkeit gilt die Graue Hauskräuselspinne als sehr erfolgreiche Art und die Fähigkeit, neue Habitate (Lebensräume) zu erschließen, hat die Ausbreitung der Spinne in den Gebieten, in denen sie eingeschleppt wurde, begünstigt. Obwohl die Graue Hauskräuselspinne entsprechend ihrer synanthropen Biologie menschliche Siedlungsbereiche bevorzugt und naturbelassene Lebensräume überwiegend meidet, wird ihre Ausbreitung in den zuvor von ihr nicht bewohnten Gebieten als kritisch betrachtet. Allerdings ist bislang nicht ganz geklärt, ob das Auftreten des Neozoons in diesen Gebieten Folgen hat.

## Merkmale

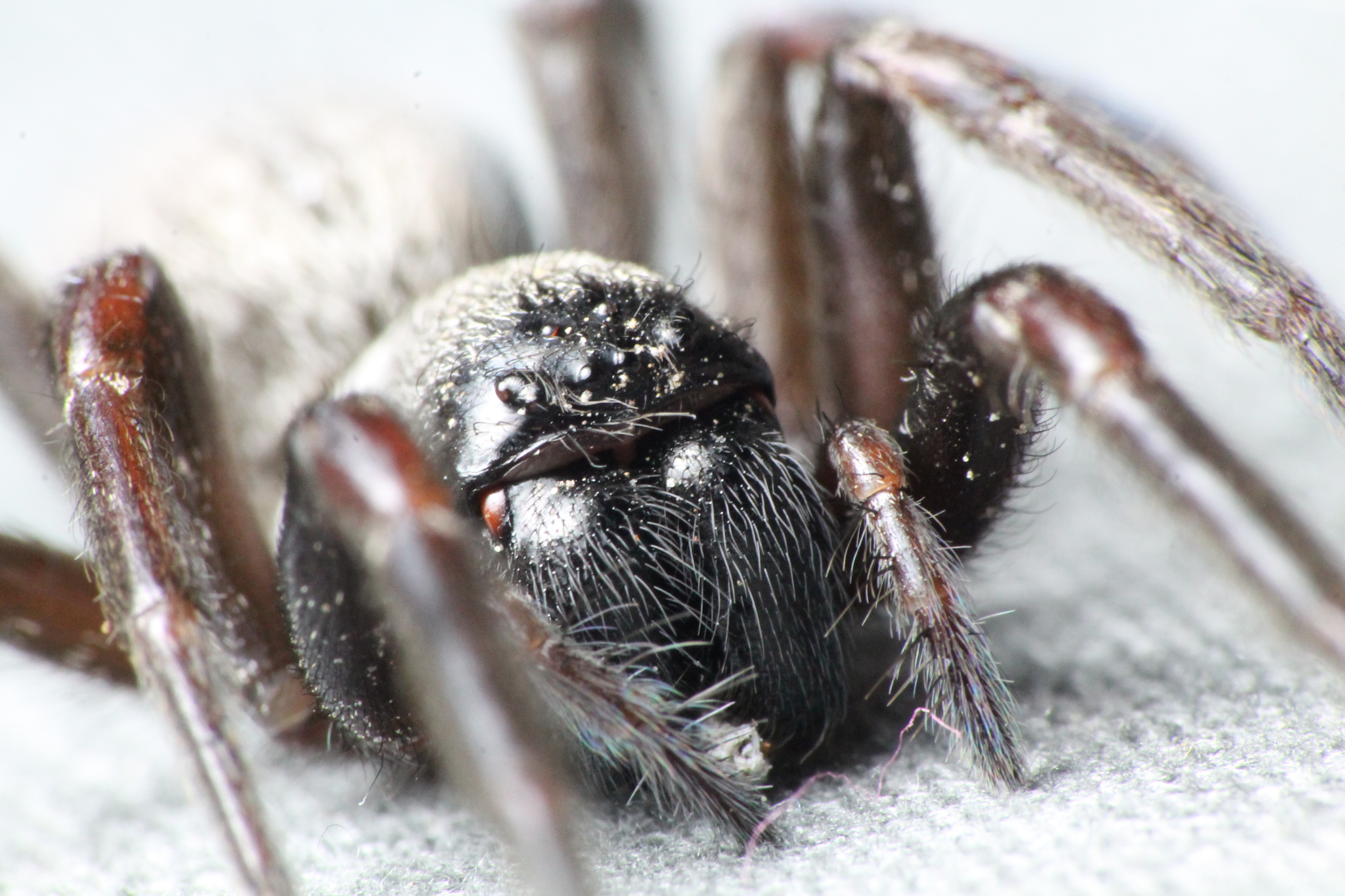
Frontale Detailansicht eines Weibchens mit gut erkennbaren Augen, Cheliceren und Pedipalpen.

Die Graue Hauskräuselspinne erreicht eine Körperlänge von 10 bis 13 Millimeter als Weibchen und eine von 8 bis 12 Millimeter als Männchen, womit es sich um einen mittelgroßen Vertreter der Echten Webspinnen (Araneamorphae) handelt. Nach bisherigem Kenntnisstand wiegt das Weibchen der Art im ausgewachsenen Zustand 0,0057 bis 0,1184 und das Männchen 0,0013 bis 0,045 Gramm. Der grundsätzliche Körperbau der Grauen Hauskräuselspinne entspricht dem anderer Hauskräuselspinnen (Badumna).
Die Grundfarbe der Art ist braun. Dabei sind die großen und robusten Cheliceren (Kieferklauen) dunkelbraun gefärbt und erscheinen glänzend. Die Beine haben eine undeutliche Bänderung. Ihre Femora (Schenkel) sind dunkler gefärbt als die übrigen Segmente. Das Opisthosoma (Hinterleib) der Grauen Hauskräuselspinne ist mit einem dunklen Herzmal gezeichnet, an das sich hinten schwarze Punktpaare anschließen. Das Cribellum (Organ zum Herstellen von wollartigen Fangfäden) der Art hat ein auffallend langes Calamistrum (kammartiges Organ an den Metatarsen bzw. Fersengliedern des vierten Beinpaares).

### Sexualdimorphismus und genitalmorphologische Merkmale
Wie bei vielen Spinnen, so ist auch bei der Grauen Hauskräuselspinne ein ausgeprägter Sexualdimorphismus (Unterschied der Geschlechter) vorhanden, der sich neben der Größe auch im Körperbau sowie der Färbung beider Geschlechter bemerkbar macht. Die Geschlechtsorgane können jeweils durch ihren Aufbau zur Differenzierung von anderen Hauskräuselspinnen (Badumna) dienen.

#### Männchen

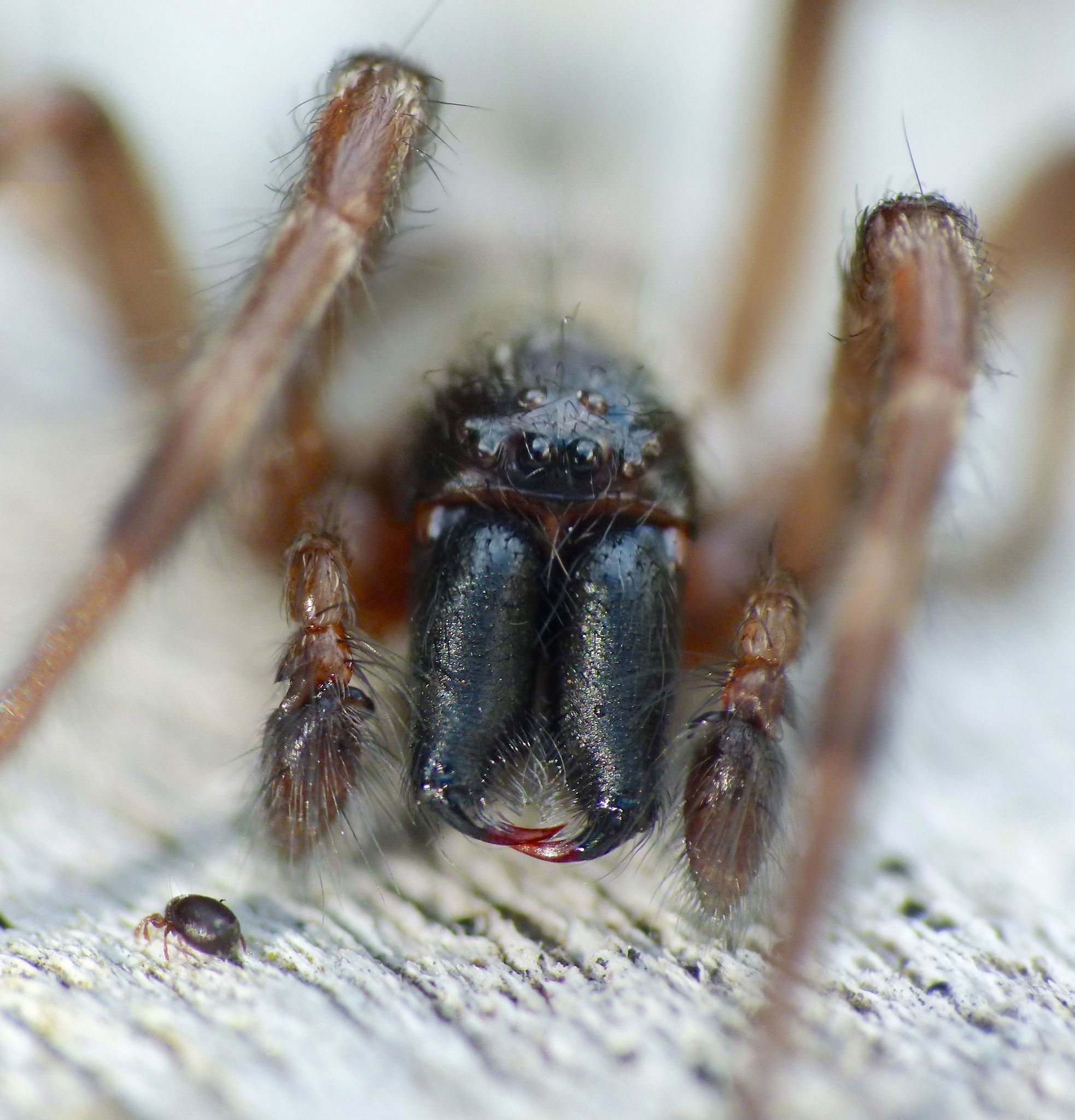
Frontale Detailaufnahme eines Männchens

Das Prosoma (Vorderkörper) des Männchens kann bei einer Körperlänge von 5 bis 10,5 Millimetern eine Länge von 3 bis 4,8 und eine Breite von 2,1 bis 3,5 Millimetern aufweisen. Der Carapax (Rückenschild des Prosomas) erscheint am thoarischen Bereich bzw. dem Brustbereich blass orangebraun und braun am cephalischen bzw. dem Kopfbereich. Außerdem ist er mit weißen Setae (chitinisierte Haare) bedeckt. Die Graue Hauskräuselspinne verfügt wie die meisten Spinnen über acht Augen, die je zu viert in zwei Reihen übereinander angeordnet sind. Darunter sind beim Männchen der Art die unteren Mittelaugen die größten, während die oberen Mittelaugen die kleinsten sind. Der Abstand von den unteren Mittelaugen zu den unteren Seitenaugen beläuft sich hier etwa auf den Radius eines einzelnen der unteren Mittelaugen, die überdies mindestens 1,4-mal so groß sind wie die unteren Seitenaugen. Die unteren Seitenaugen sind außerdem etwa 1,5-mal so groß wie die oberen Mittelaugen. Die Cheliceren haben beim Männchen eine kastanienbraune Farbgebung. Die Laden (umgebildete Coxen der Pedipalpen) und das Labium (sklerotisierte bzw. gehärtete Platte zwischen den Laden an der Vorderseite des Sternums) sind braun gefärbt, während das Sternum (Brustschild des Prosomas) etwas dunkler als die Coxen (Hüftglieder) erscheinen.
Die Beine sind beim Männchen distal (von der Körpermitte entfernt) verdunkelt. Die Farbgebung der Femora (Schenkel) des zweiten bis zum vierten Beinpaar entspricht etwa der des posterioren (hinteren) Rand des Carapax, was auch auf die Pedipalpen (umgewandelte Extremitäten im Kopfbereich) zutrifft. Ein einzelner Bulbus (männliches Geschlechtsorgan) wird innerhalb der Gattung der Hauskräuselspinnen (Badumna) dadurch charakterisiert, dass dieser jeweils einen langen und S-förmigen Embolus (letztes Sklerit, bzw. Hartteil des Bulbus) aufweist.
Die Grundfärbung des Opisthosomas (Hinterleib) ist beim Männchen ein blasses und helleres Braun. Dorsal (oberhalb) ist es anterior (vorn liegend) mit einem braunen, medianen (mittleren) Streifen und posterior mit einem lateral (seitlich) der Mitte verlaufenden Streifen versehen. Über die gesamte Oberfläche des Opisthosomas sind außerdem kleine braune Flecken verstreut.

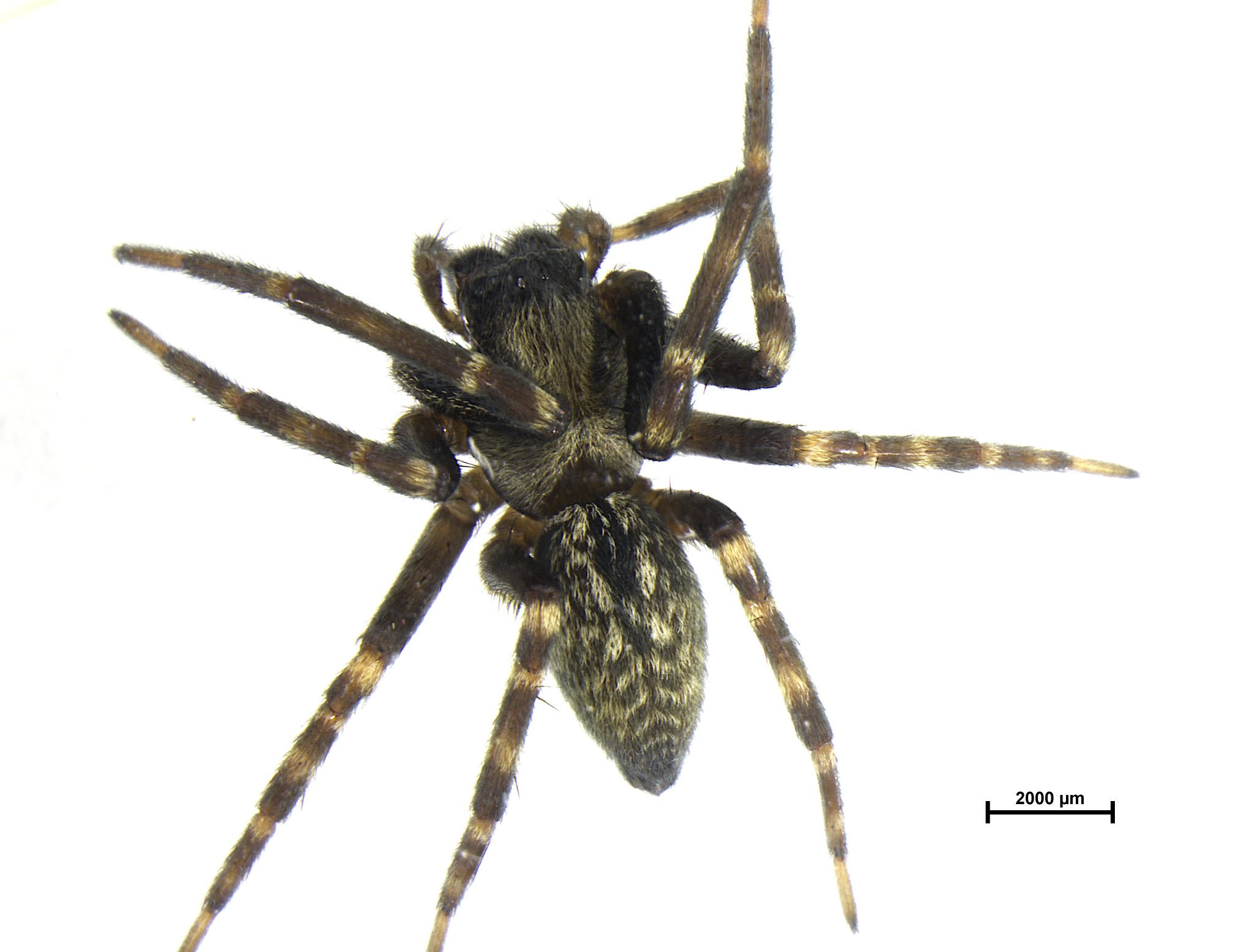
Dorsalansicht eines Männchens im Größenvergleich
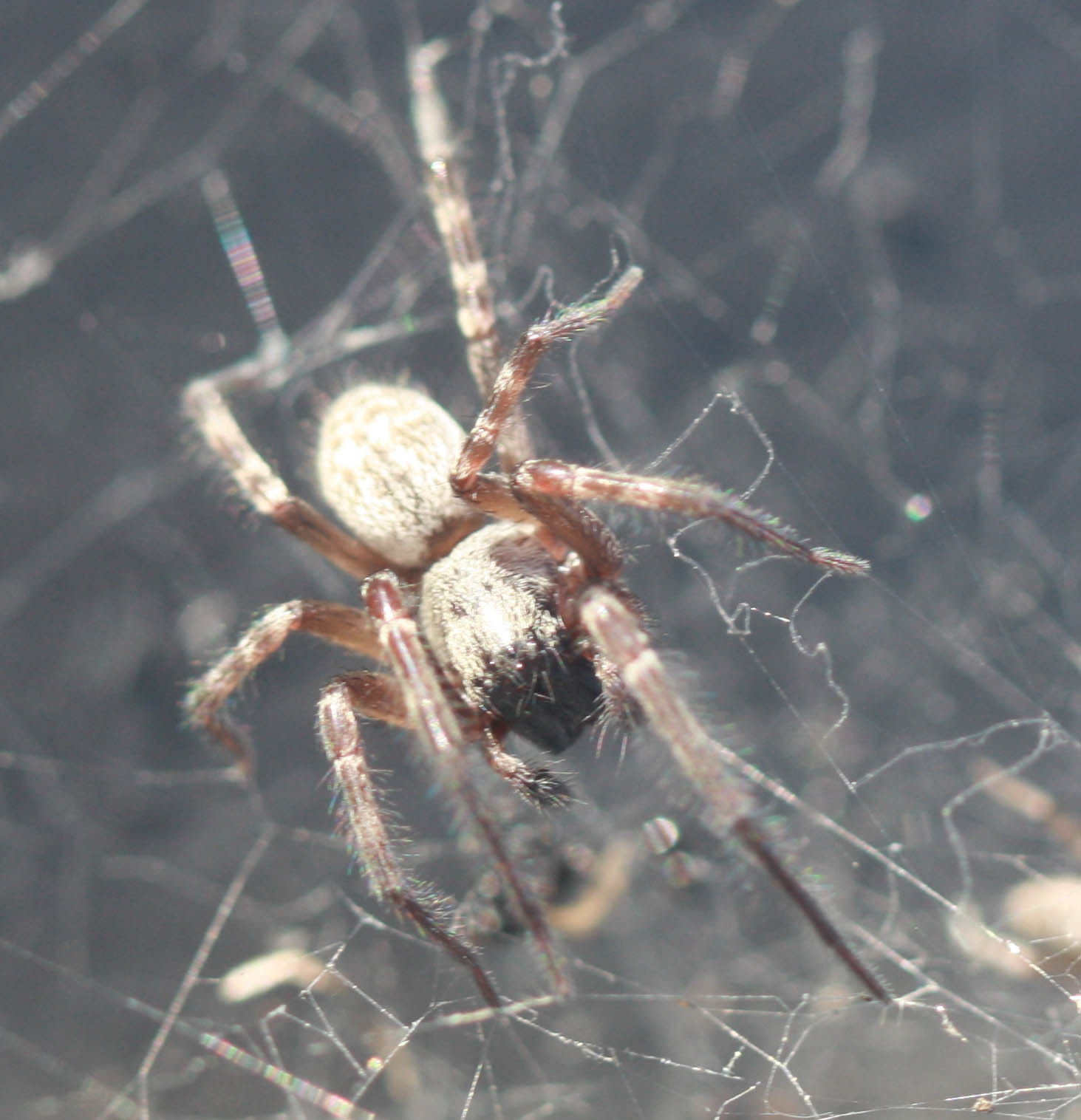
Frontalansicht eines Männchens
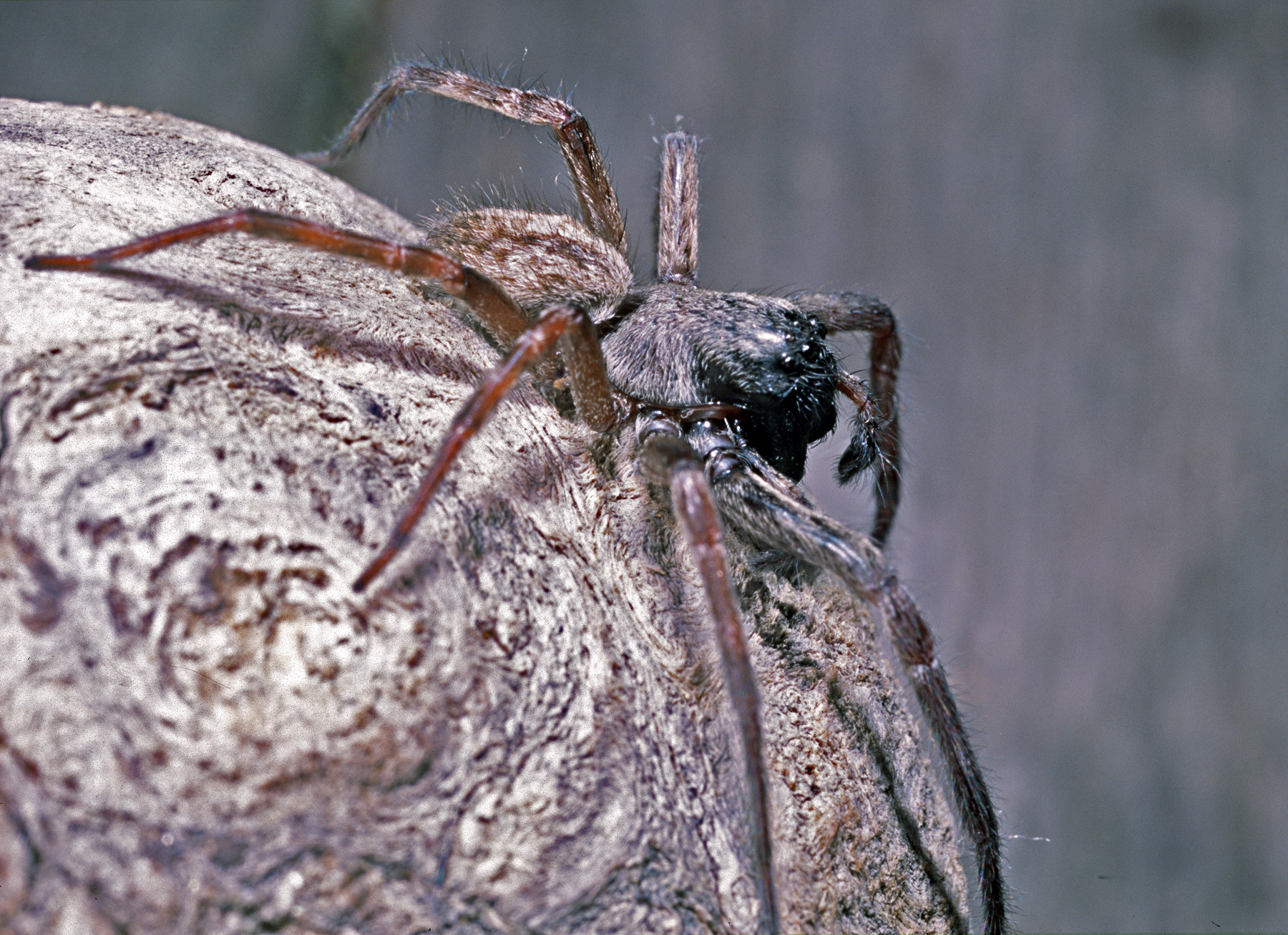
Lateralansicht eines Männchens
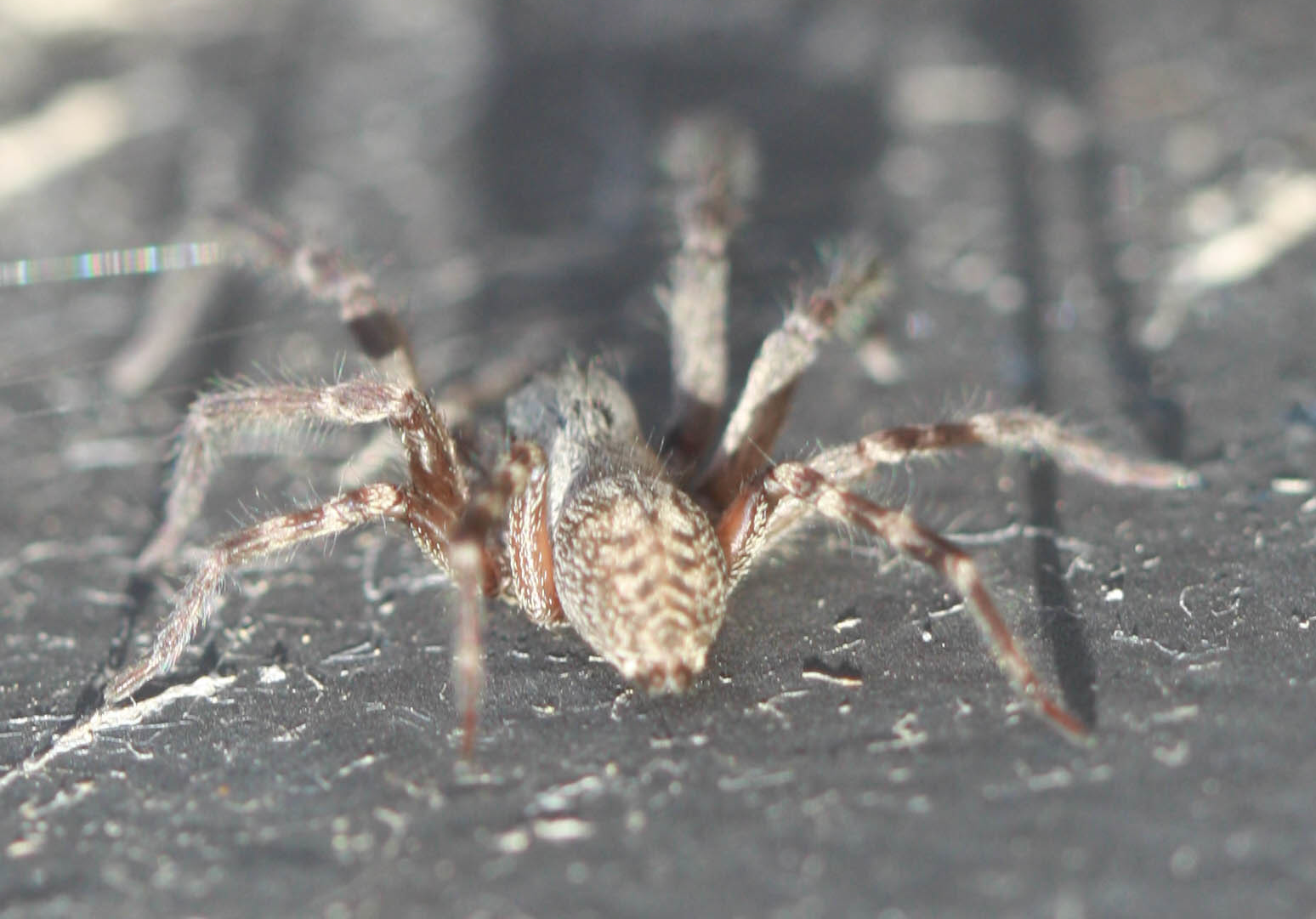
Rückansicht eines Männchens
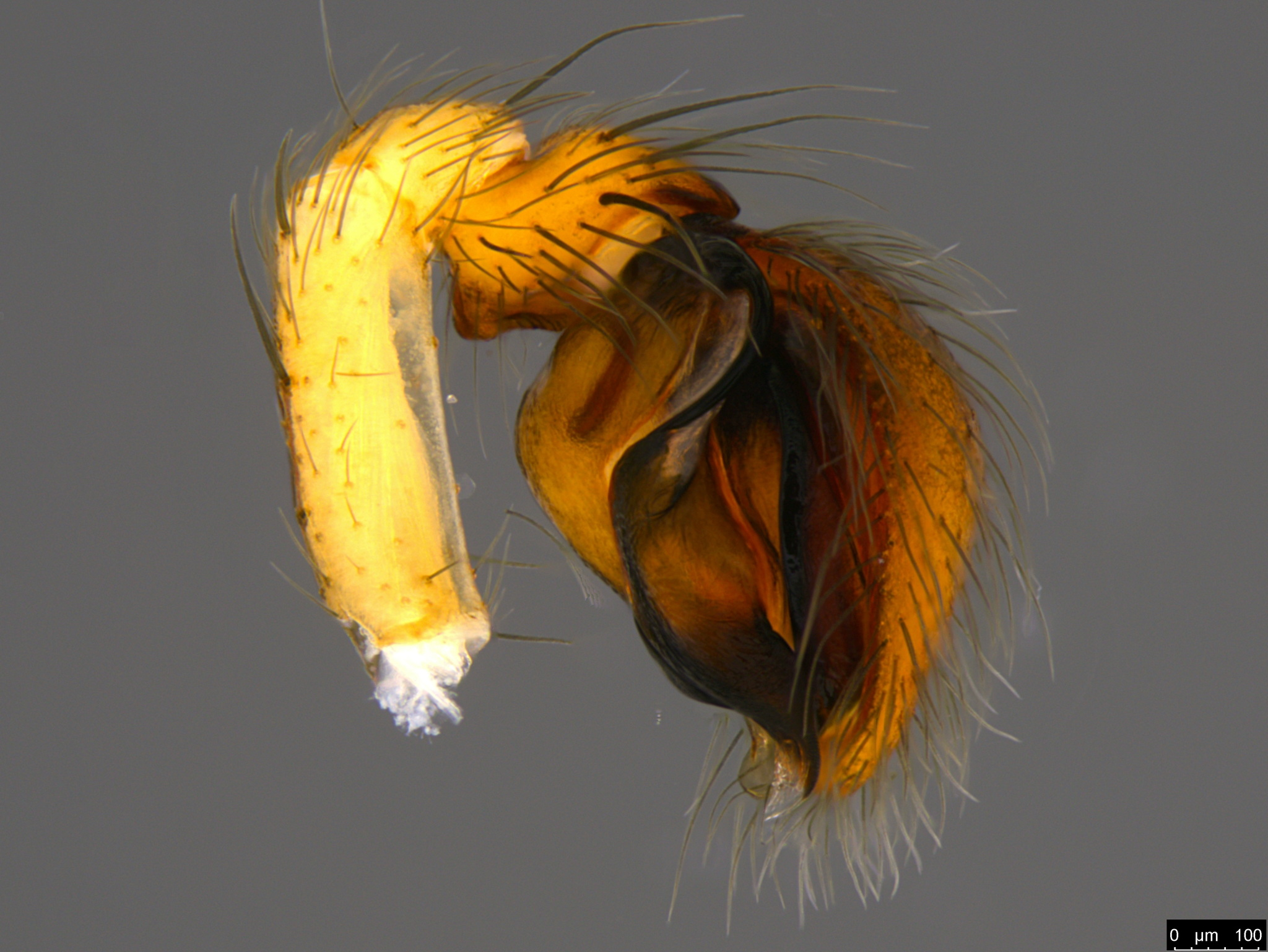
Einzelner Bulbus eines Männchens im Größenvergleich

#### Weibchen

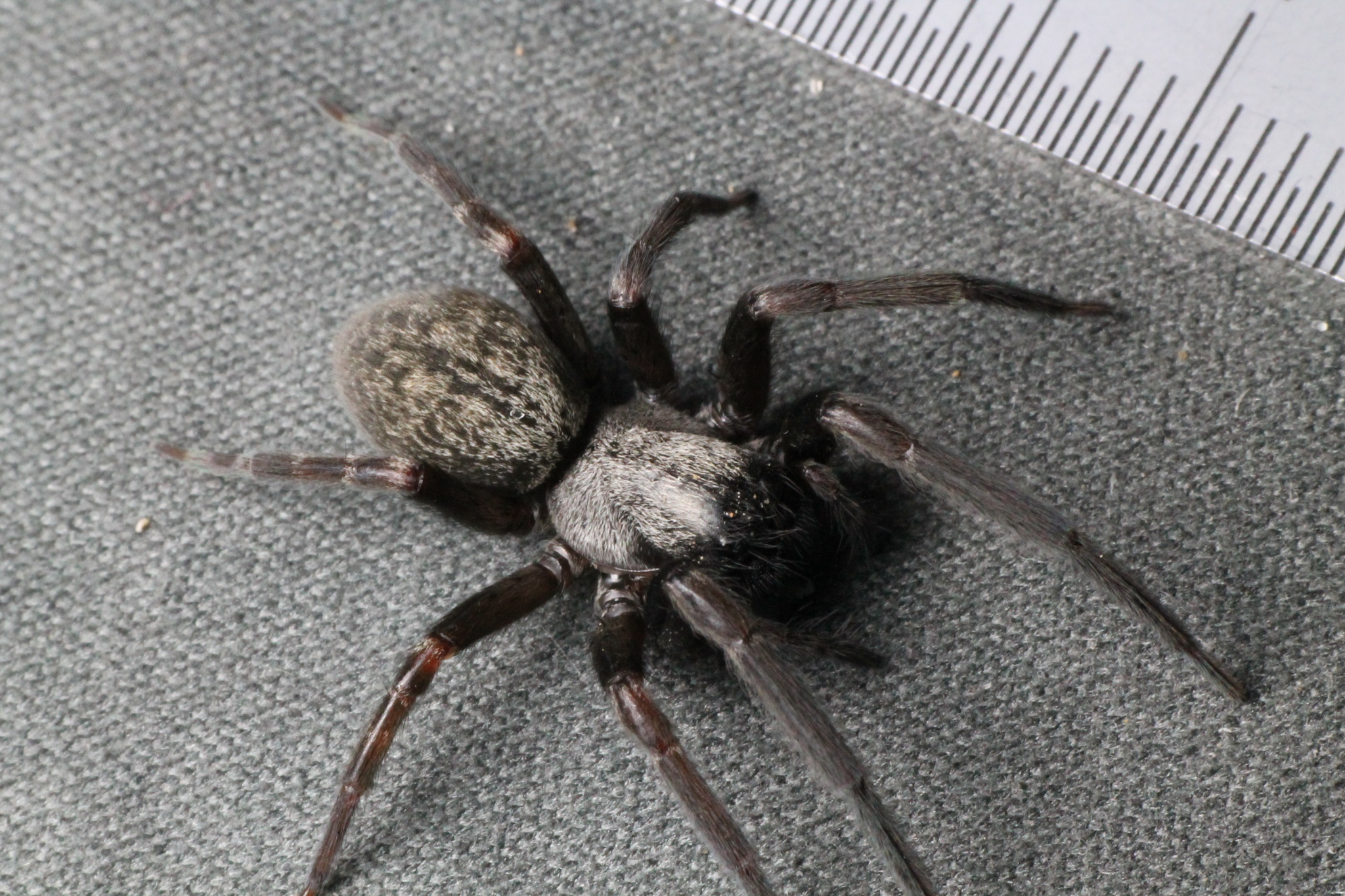
Weibchen im Größenvergleich

Beim Weibchen ist das Prosoma bei einer Körperlänge von 7,5 bis 12,5 Millimeter je 3,6 bis 5,3 Millimeter lang und 2,8 bis 3,7 Millimeter breit. Hier besitzt der Carapax eine braune Grundfärbung, die jedoch im cephalischen Bereich verdunkelt ist. Wie beim Männchen ist auch der Carapax des Weibchens mit weißen Setae bedeckt und ebenso sind hier die unteren Mittelaugen die größten der acht Augen, während die oberen Mittelaugen die kleinsten sind. Anders als beim Männchen beträgt beim Weibchen der Abstand zwischen den unteren Mittel- und den Seitenaugen etwas mehr als der Radius eines einzelnen der unteren Mittelaugen. Außerdem sind hier die unteren Mittelaugen etwa 1,4-mal so groß wie die unteren Seitenaugen, während sich die Größe der unteren Mittelaugen überdies auf etwa das 1,5-Fachen der oberen Mittelaugen beläuft. Die Cheliceren des Weibchens sind dunkelbraun und gehen schon fast in eine schwarze Färbung über. Das Sternum ist hier dunkler als die Coxen.
Die Beine des Weibchens sind deutlich blasser als dessen gesamter Carapax, wobei sie wie beim Männchen jedoch ebenfalls distal dunkler erscheinen. Generell ist beim Weibchen das erste Beinpaar dunkler als die darauf folgenden. Die Pedipalpen des Weibchens sind im Bereich der Femora und der Patellae (Glieder zwischen Femora und Tibien) dunkler als die übrigen Extremitäten gefärbt, während die Farbgebung der Tibien (Schienen) und Tarsen (Fußglieder) dieser Glieder der der Beine entspricht.
Das Opisthosoma des Weibchens entspricht weitestgehend dem des Männchens. Der einzige Unterschied ist die allgemein geringfügig dunkler ausfallende Färbung. Die Epigyne (weibliches Geschlechtsorgan) der Art lässt sich von der anderer Hauskräuselspinnen (Badumna) durch die ungeteilte Grube und die zwei lateralen Zähnchen abgrenzen.

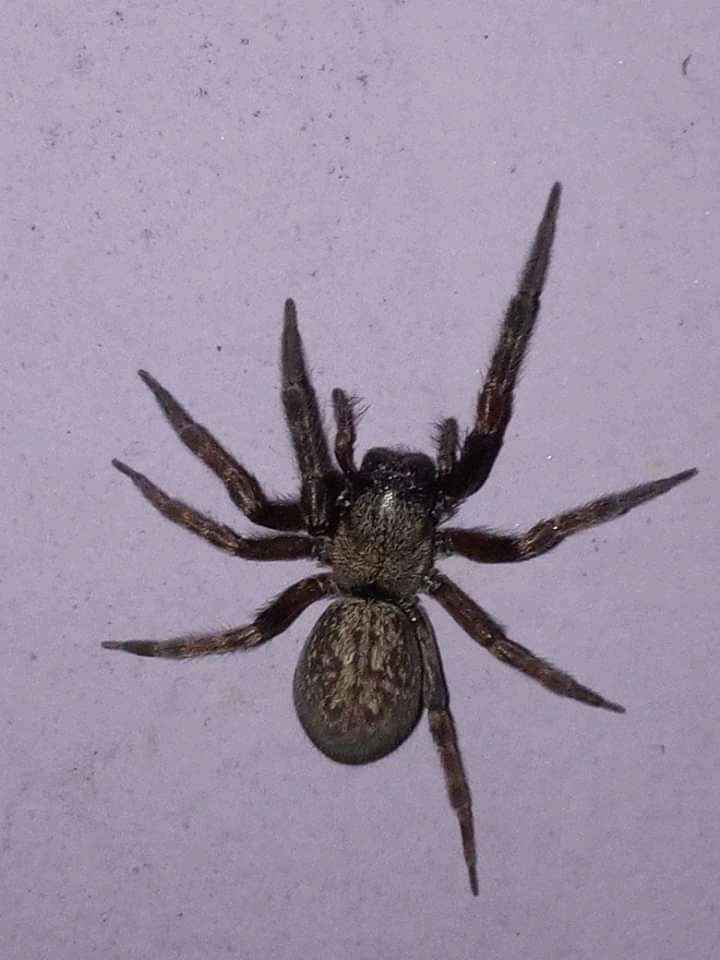
Dorsalansicht eines Weibchens
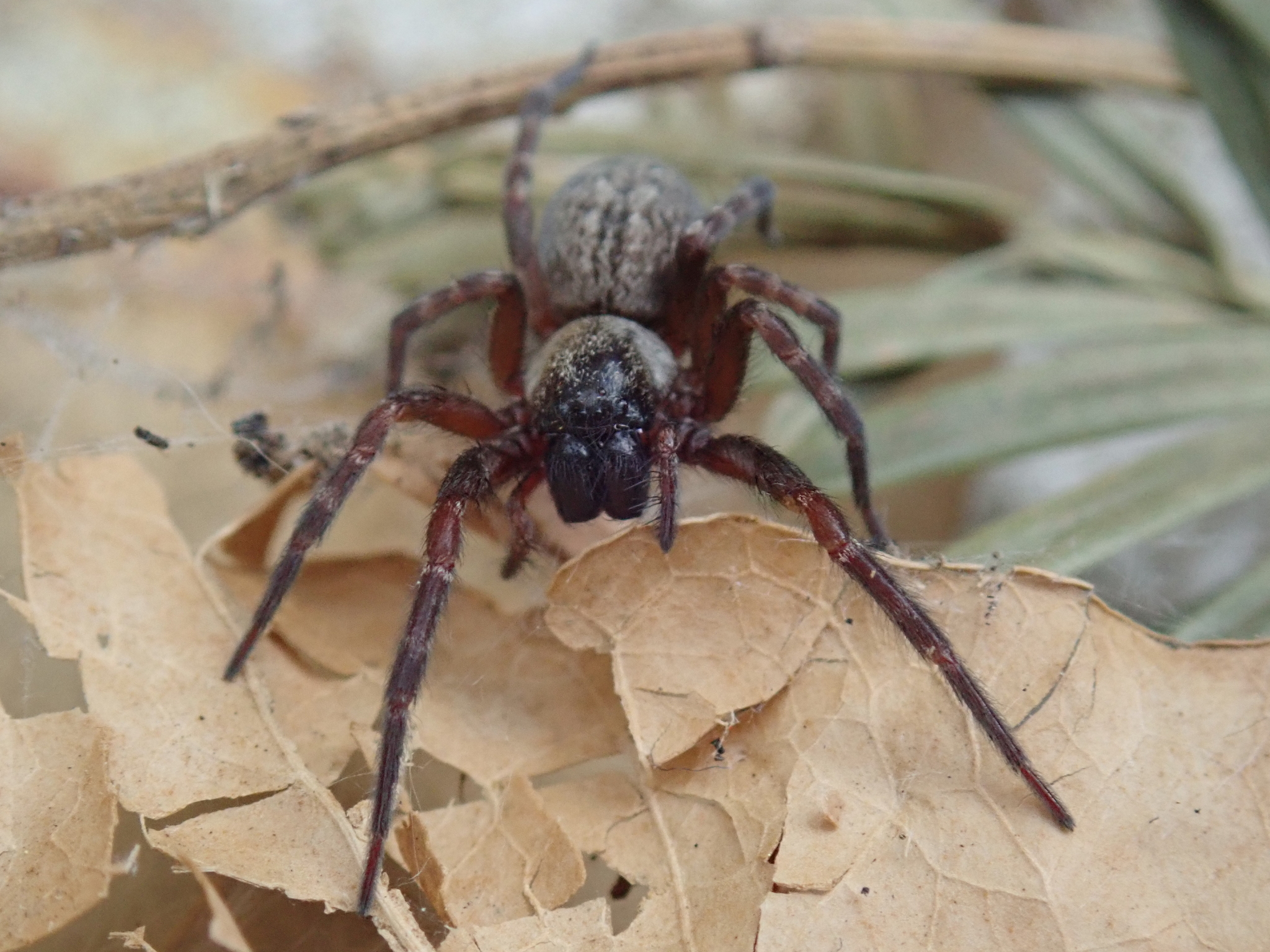
Frontalansicht eines Weibchens
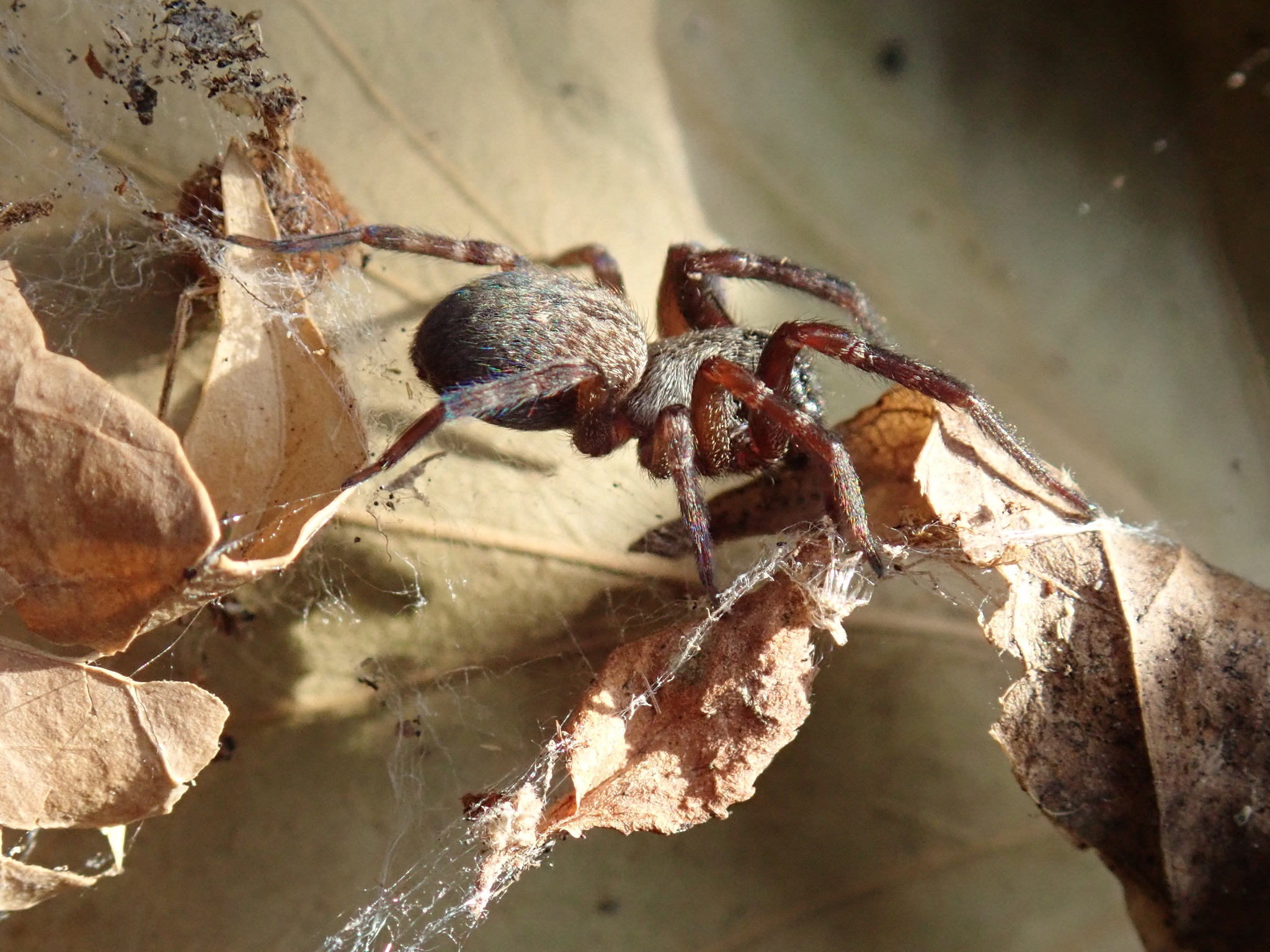
Lateralansicht eines Weibchens
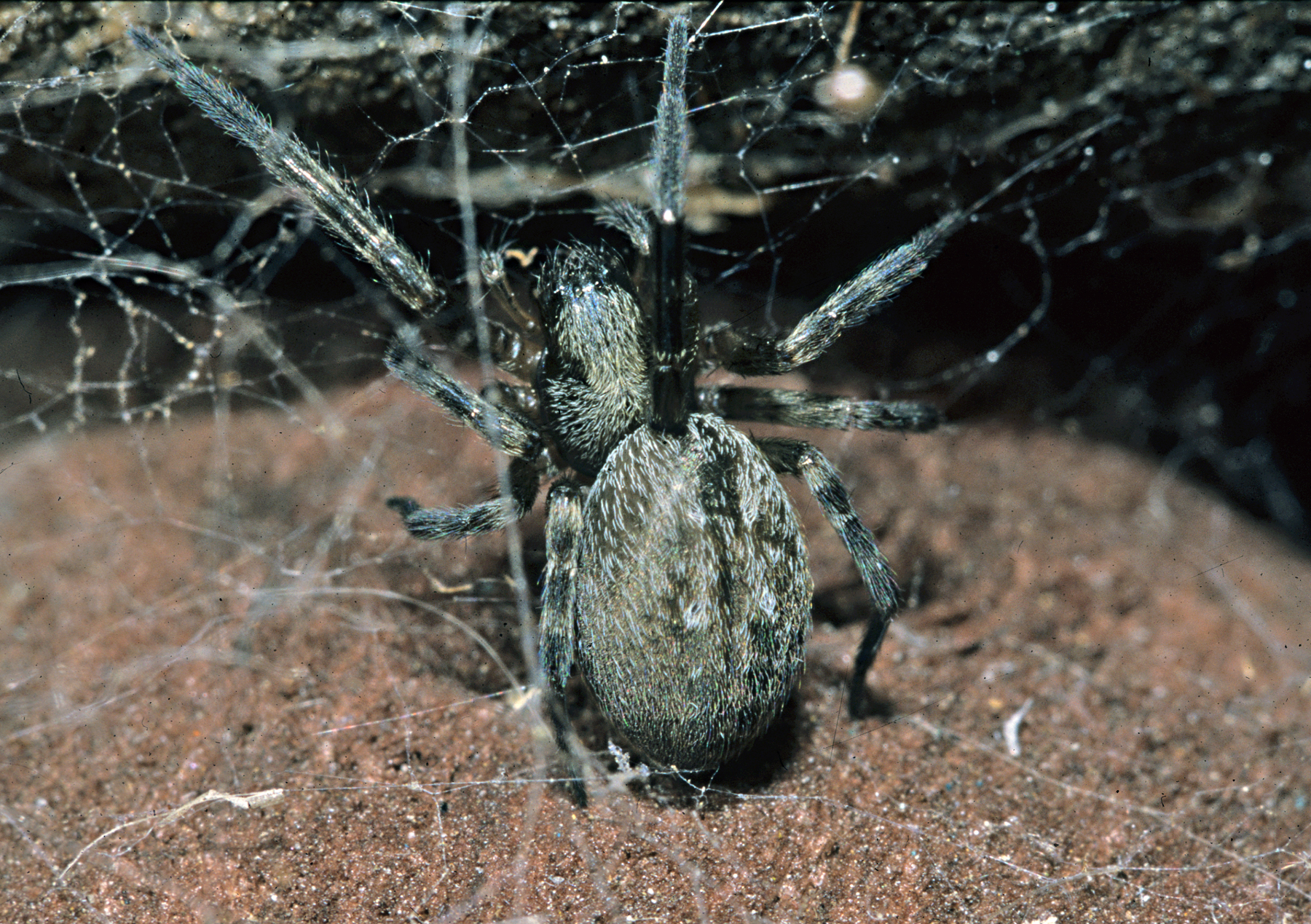
Rückansicht eines Weibchens
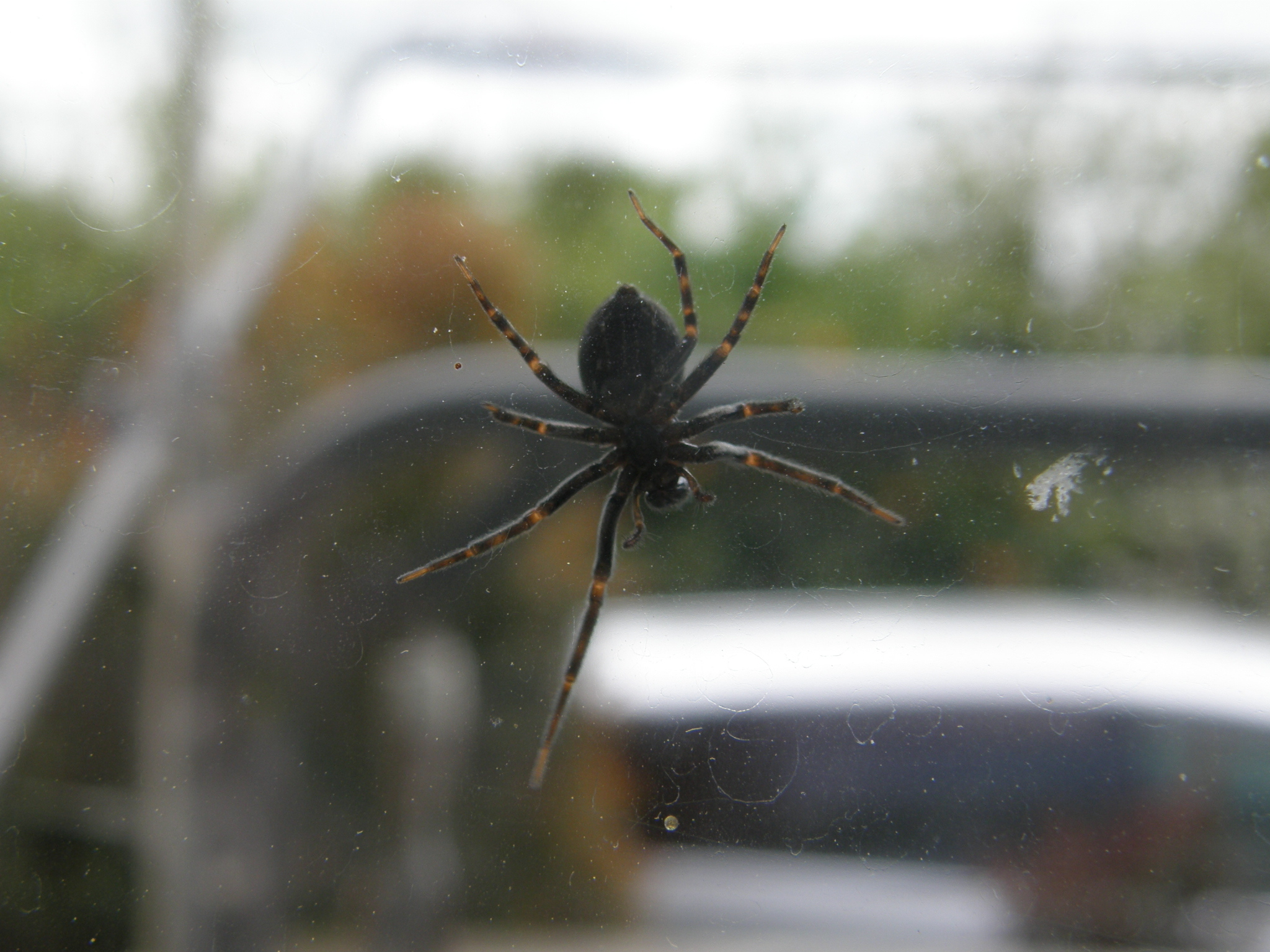
Ventralansicht eines Weibchens

### Differenzierung von der Schwarzen Hausspinne
| Weibchen | Männchen |
|          |          |

Die Graue Hauskräuselspinne kann leicht mit der sehr ähnlichen und ebenfalls zu den Hauskräuselspinnen (Badumna) zählenden Schwarzen Hausspinne (B. insignis) verwechselt werden, die ebenfalls in Australien sowie weiteren Gebieten zusammen mit der Grauen Hauskräuselspinne vorkommt. Die Schwarze Hausspinne ist jedoch geringfügig größer und hat einen dunkelbraun bis schwarz gefärbten Carapax und Beine, während das Opisthosoma der Art eine anthrazitgraue Färbung mitsamt einer dorsalen Musterungen aus weißen und manchmal undeutlichen Zeichnungen aufweist.

## Vorkommen
Die Braune Hauskräuselspinne war ursprünglich in der gemäßigten Klimazone im Süden und Osten Australiens mitsamt Tasmanien verbreitet. Die Art wurde jedoch in Neuseeland, den Vereinigten Staaten, Mexiko, Uruguay, Südafrika, Japan und mindestens einmalig in Deutschland in Gewächshäusern eingeschleppt. Dabei konnte die Art jedoch in letztgenanntem Land keine festen Populationen aufbauen.

### Lebensräume

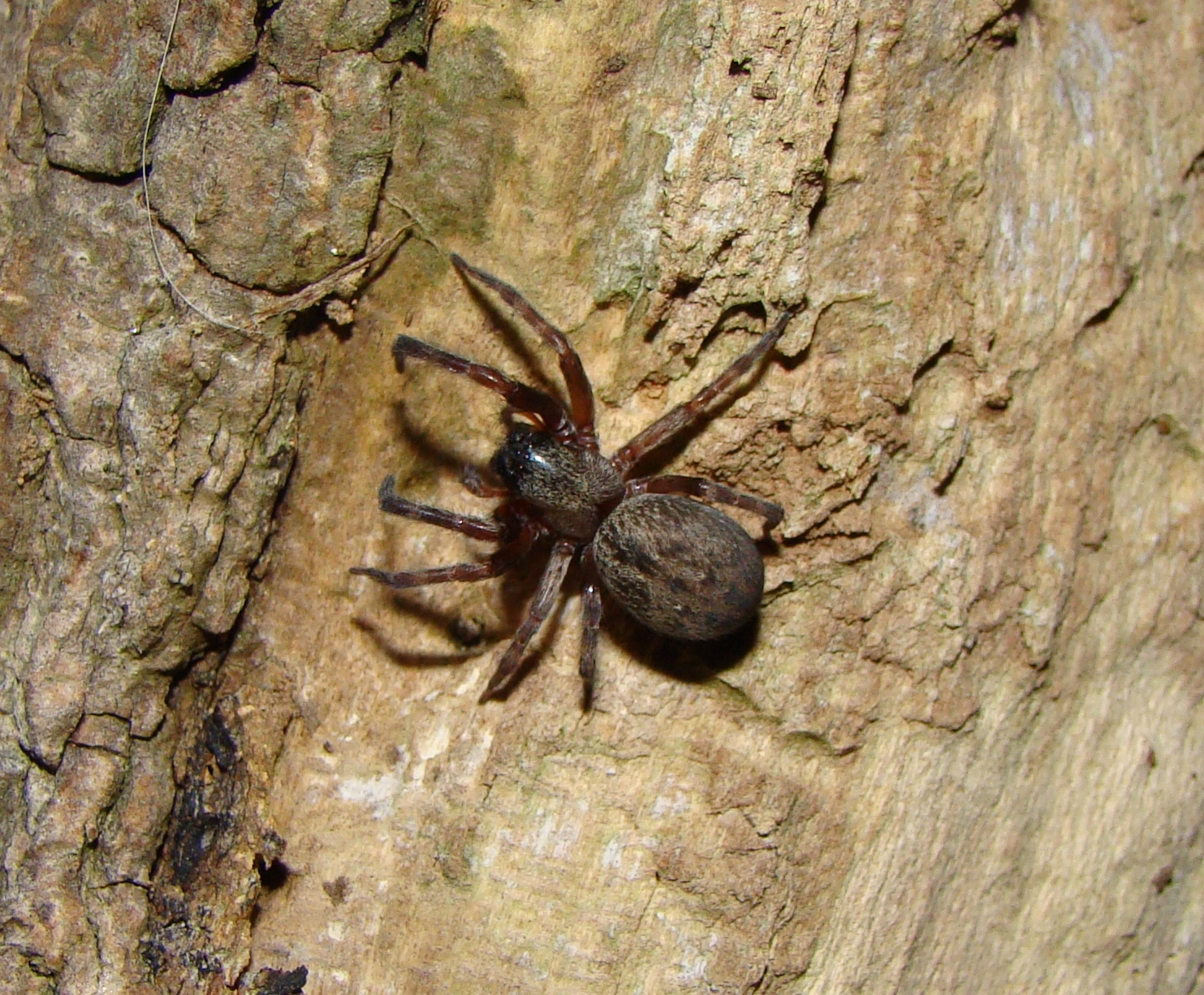
Weibchen auf der Rinde eines Baumes (vermutlich einer Kiefer). Ein Beispiel für einen häufigen Fundort der Grauen Hauskräuselspinne.

Die Graue Hauskräuselspinne bevorzugt trockene, sonnige Areale, die kühlere Rückzugsmöglichkeiten bieten. Dabei hat die Art eine stark ausgeprägte Synanthropie (Bevorzugung menschlicher Siedlungsbereiche) entwickelt. Die Spinne ist besonders häufig in Gebäuden und Gartenanlagen anzutreffen.
In Uruguay konnten Individuen der Grauen Hauskräuselspinne in und an Gebäuden vor allem im Bereich von Fenstern, in Mülleimern, unter oder in Möbeln und in Mauerspalten nachgewiesen werden, während die Art dort außerdem sowohl auf als auch unter der Rinde von Bäumen in Parks, Alleen und an Straßen lebt. Beispielhafte Fundorte für die Art in Uruguay sind die Blütenstände verschiedener Arten aus der Gattung Mannstreu (Eryngium) an Autobahntrassen sowie die Rinde von Eukalypten (Eucalyptus) in Parkanlagen innerhalb von Städten. Dabei korreliert nach bisherigen Kenntnissen die Populationsdichte der Grauen Hauskräuselspinne mit der des Menschen.
Ein häufiger Fundort in Uruguay sind Plantagen von Eukalypten, da hier die Rinde, wie es typisch für Bäume dieser Gattung ist, in besonders langen Bändern von den Bäumen abfällt und somit reichlich Rückzugsmöglichkeiten für die Spinne bieten. Auch auf kleineren Eukalyptusplantagen, die als Windschutz für Feldfrüchte oder als Schattenspender für Rinder dienen und demzufolge bei Feldfruchtplantagen oder Rinderfarmen angelegt wurden, ist die Graue Hauskräuselspinne nachgewiesen.

### Einfuhr in andere Länder

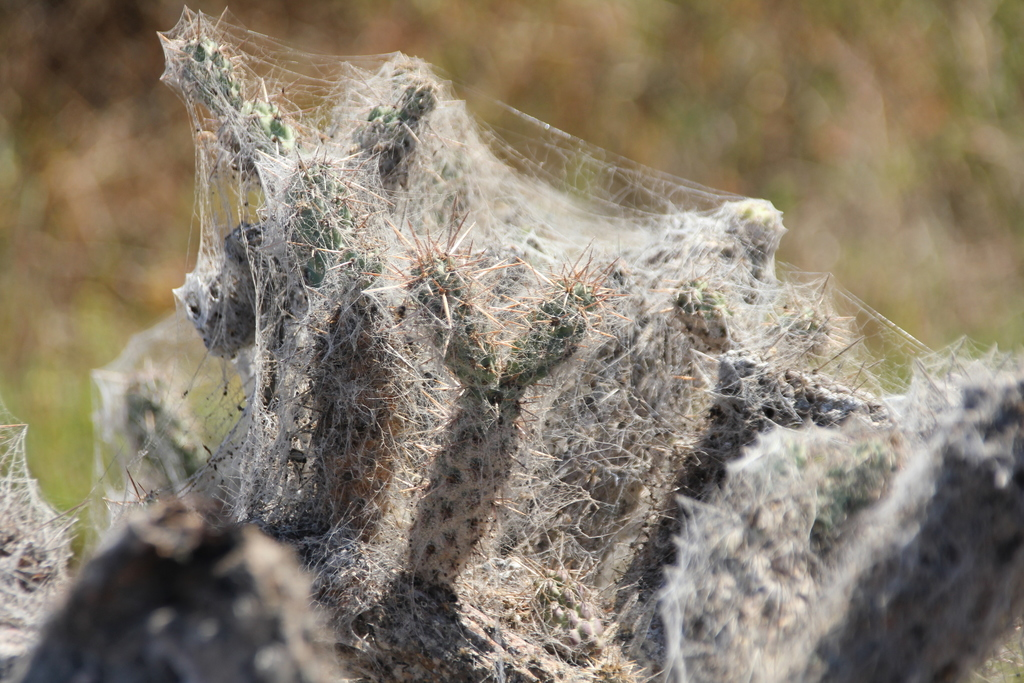
Einen Kaktus der Art Cylindropuntia prolifera bedeckendes Spinnennetz einer Grauen Hauskräuselspinne, gefunden in der Nähe von San Diego.

Die Graue Hauskräuselspinne wurde vermehrt in geographische Gebiete außerhalb ihres natürlichen Verbreitungsgebiets eingeführt, darunter in Neuseeland. Dort zählt sie mittlerweile zu den häufigsten Spinnenarten. Auch in Amerika ist die Graue Hauskräuselspinne mittlerweile präsent. Der erste Nachweis der Art in der Nearktis erfolgte 1918 in San Francisco und somit im US-Bundesstaat Kalifornien. Neben diesem Bundesstaat ist die Graue Hauskräuselspinne heutzutage auch in Oregon vorfindbar. 2007 erfolgte ein Fund der Art im Haleakalā-Nationalpark auf der hawaiianischen Insel Maui. Vor 2009 sind auch Nachweise der Grauen Hauskräuselspinne südlich des Zentrums von Japans Hauptinsel Honshū erfolgt.
In Südamerika wurde die Art zuerst in Uruguay nachgewiesen und ist dort mittlerweile vermutlich im ganzen Land anzutreffen. Seit 2003 ist die Graue Hauskräuselspinne auch in Argentinien nachgewiesen, wobei die ersten Funde der Art in dessen Hauptstadt Buenos Aires erfolgten. Weitere Sichtungen von Exemplaren erfolgten bis 2012 in der Provinz Buenos Aires. In Argentinien zeigt die Spinne ähnliche Präferenzen bezüglich ihrer Lebensräume wie in Uruguay. 2015 tauchte die Graue Hauskräuselspinne auch erstmals in Brasilien und somit im dritten Land Südamerikas in Folge auf. Dort erfolgten zum Beispiel Sichtungen der Art in der Stadt Santana do Livramento, wo Exemplare in Türen und Fensterrahmen, an der Unterseite von Parkbänken und in Telefonzellen gefunden wurden. Eine andere Stadt in Brasilien, in der die Graue Hauskräuselspinne nachgewiesen wurde, war Rosário do Sul, die ebenfalls im brasilianischen Bundesstaat Rio Grande do Sul sowie nahe den Grenzen zu Argentinien sowie Uruguay liegt. Dort wurde die Art zahlreich an einem Friedhof vorgefunden, wo die jeweiligen Exemplare besonders künstliche Pflanzen, Gebäude und andere Konstruktionen bewohnten.
Im Oktober 2010 wurde ein zum Zeitpunkt des Fundes subadultes Weibchen der Grauen Hauskräuselspinne in der Gartenabteilung eines Baumarkts in Berlin-Schöneberg gesichtet, das anhand seines flachen, ausgedehnten Spinnennetzes an einer Wolfsmilch (Euphorbia) entdeckt werden konnte. Damit handelte es sich um das erste Exemplar einer Art aus der Familie der Gezeitenspinnen (Desidae), das in Europa ausgemacht werden konnte. Die Herkunft dieses Individuums erwies sich als nicht eindeutig erklärbar, da die zum Verkauf angebotenen Pflanzen dieses Baumarktes von Großhändlern aus Deutschland und den Niederlanden stammen. Daher wird vermutet, dass Populationen der Grauen Hauskräuselspinne in deutschen Gewächshäusern bereits vorhanden sind, wodurch es sich bei dem in dem Baumarkt gefundenen Exemplar nicht um eine direkte Einfuhr handeln würde. Allerdings ließen sich im Nachhinein an den Sukkulenten des Baumarkts mitsamt der Wolfsmilch keine weiteren Exemplare der Grauen Hauskräuselspinne auffinden.

## Lebensweise
Die Graue Hauskräuselspinne ist nachtaktiv und lebt zurückgezogen in ihrem Unterschlupf. Ausgenommen sind geschlechtsreife Männchen, die sich auf der Suche nach Weibchen befinden. Durch ihre versteckte Biologie und insbesondere durch den verwobenen Rückzugsort sind der Grauen Hauskräuselspinne gute Überlebenschancen gegeben.

### Jagdverhalten

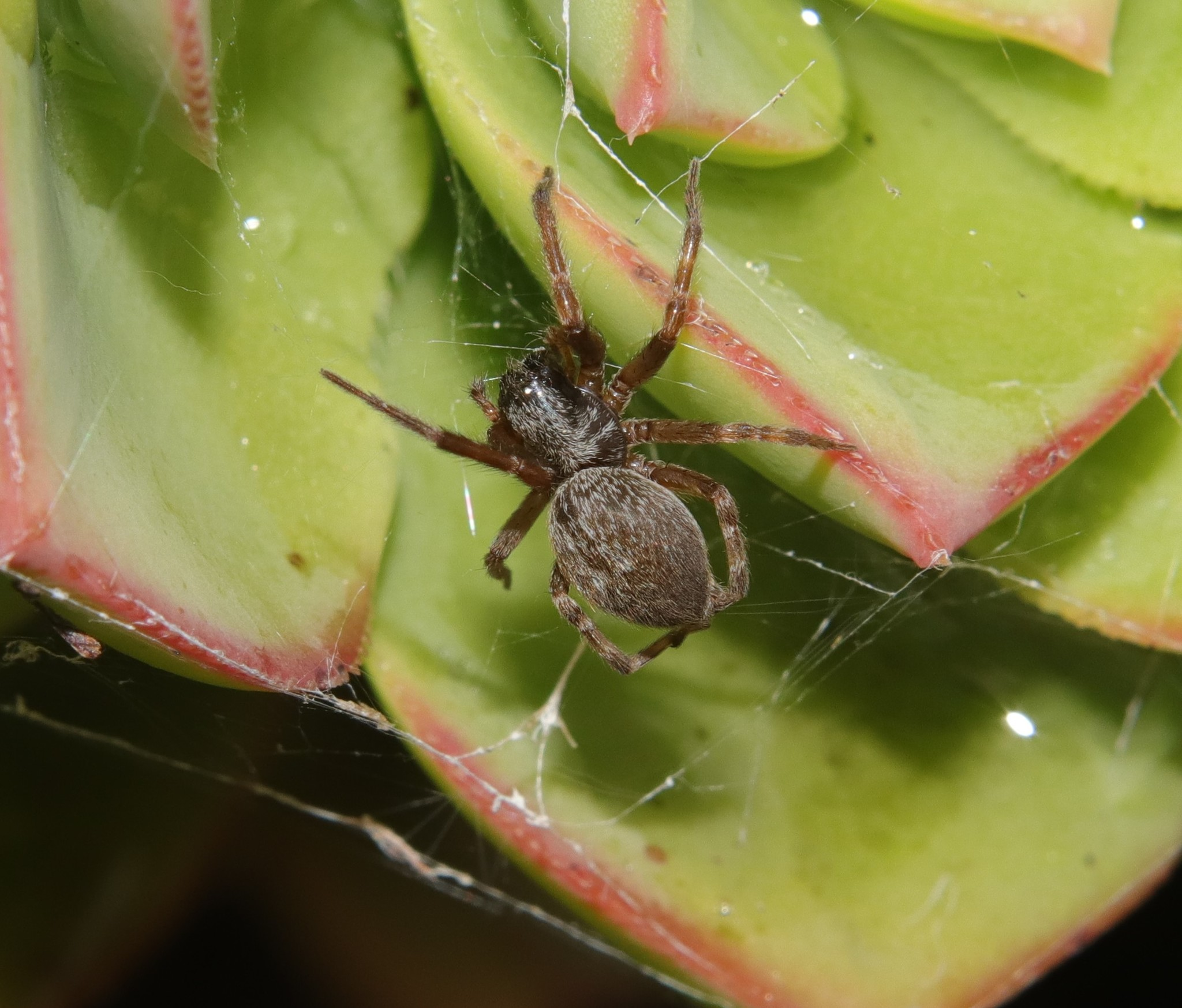
Weibchen beim Netzbau, erkennbar an den frisch aus den Spinnwarzen austretenden Spinnfäden.

Die Graue Hauskräuselspinne vollführt wie für Spinnen üblich eine räuberische Ernährungsweise. Für den Fang von Beutetieren legt die Spinne ein Spinnennetz an, das zeitgleich auch den Aufenthaltsort dieser bildet. Die Graue Hauskräuselspinne ist wie alle Spinnen mit dieser Fangweise ein Lauerjäger.

#### Netzbau
| Horizontal | Vertikal |
|            |          |

Das Trichternetz der Grauen Hauskräuselspinne wird vor allem gerne in und an Gebäuden angelegt. Im Grunde handelt es sich um ein cribellates Fangnetz von unordentlichem Aufbau. Dabei variiert seine Gestalt insbesondere je nach der Beschaffenheit des Netzbauorts. Üblich ist eine T-förmige Röhre, in die sich die Spinne bei Untätigkeit zurückzieht. Diese Röhre verläuft vertikal und etwa an einem Stein oder einem beliebigen Eckpunkt entlang. Diese kreuzungsartige Röhre mündet sowohl oberhalb als auch unterhalb in zwei parallel zueinander verlaufende Netzteppiche, deren Gestaltung wiederum je nach Position unterschiedlich sein kann. Sollte der Untergrund, auf dem sich das Netz befindet, flacher sein, so geht der obere Teppich um die jeweilige Röhrenmündung in die untere über. Sollte der Untergrund jedoch rau oder der Rückzugsort an einer Ecke angelegt sein, dann dient der obere Netzteppich häufig dem Beutefang oder beide Teppiche können generell von großem Ausmaß sein. Bei dem Netz handelt es sich um ein von der Spinne permanent genutztes Konstrukt, das je nach Bedarf erweitert und bei Schäden repariert wird. Dabei können nach bisherigen Kenntnissen auch bis zu fünf Tage nach Auftreten von Schäden vergehen, ehe die Spinne diese wieder behebt.
Die Röhre und ein kleiner Bereich um beide Mündungen sind aus dichten Fäden gesponnen, die nicht kleben. In dem Teil des Netzes, der dem Beutefang dient, werden diese Fäden zueinander in einem Abstand von etwa einem Zentimeter parallel zum Rand angelegt. Dadurch verlaufen die Fäden tangential und nicht von der Öffnung zum Rand des Netzes. Die cribellaten Fangfäden werden in einem zickzackförmigen Verlauf zwischen den beiden Stabilisierungsfäden am Untergrund befestigt. Jedoch verlaufen diese klebrigen Fäden jedes Mal eine kurze Strecke an den Stabilisierungsfäden entlang, was dem Gespinst den optischen Eindruck einer unregelmäßigen Leiter verleiht. Die Fangfäden bei den Netzen der Grauen Hauskräuselspinne sind doppelt angelegt, was jedoch nur bei frischen Fäden und demzufolge neueren Netzen sowie Erweiterungen älterer Netze erkennbar ist.

#### Beutefang

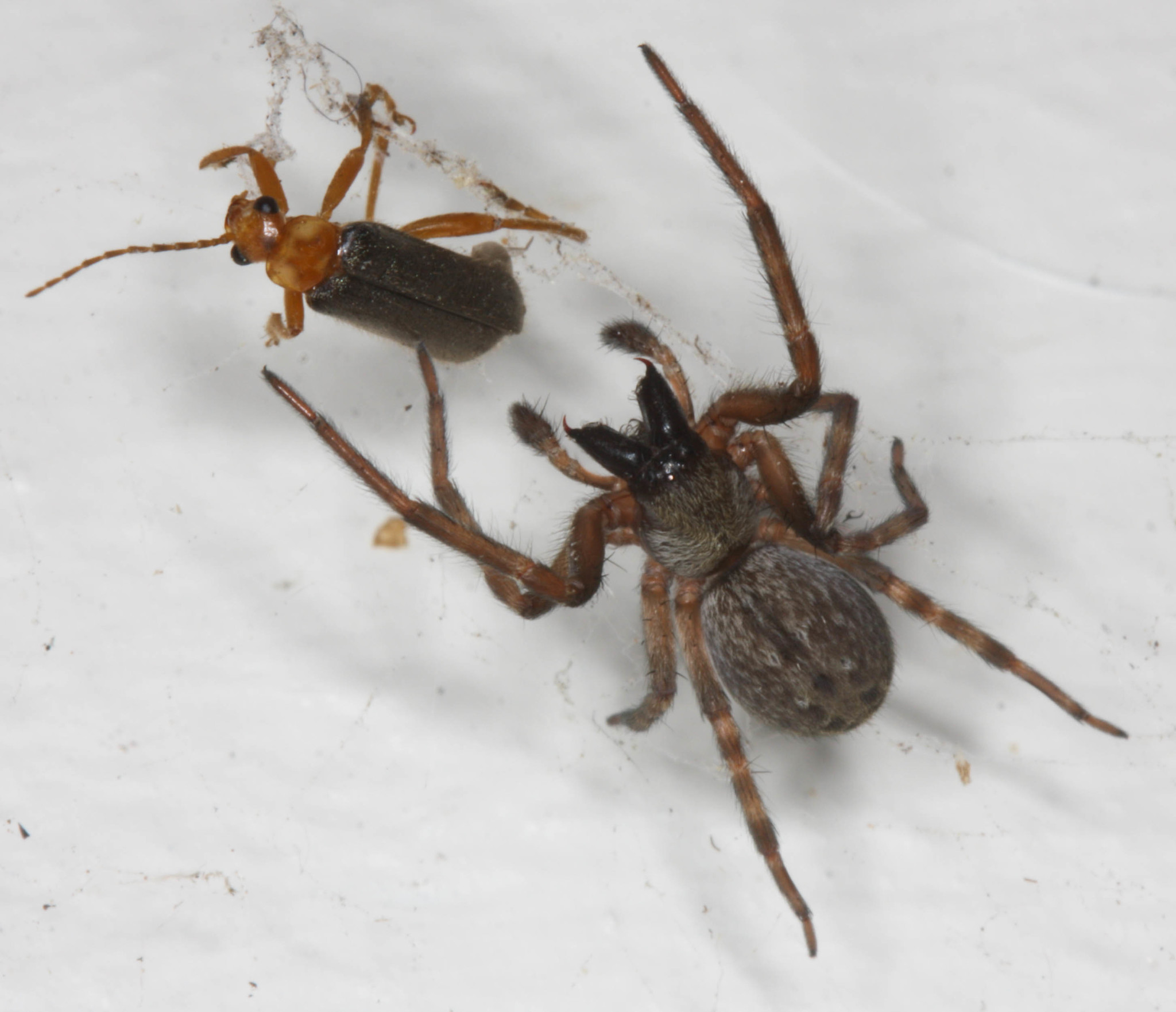
Männchen kurz bevor es einen Weichkäfer packt, erkennbar an den bereits gespreizten Cheliceren

Die Graue Hauskräuselspinne verweilt insbesondere am Tag versteckt im Netz, lauert jedoch in der Nacht gerne nahe der Wohnröhre des Trichternetzes. Ein ins Netz geratenes Beutetier wird von der Spinne gepackt und durch einen mittels der Cheliceren verabreichten Giftbiss wehr- und fluchtunfähig gemacht. Das gelähmte Beutetier wird anschließend von der Spinne in ihren Unterschlupf getragen und dort verzehrt.

#### Schwankungen des Beutespektrums

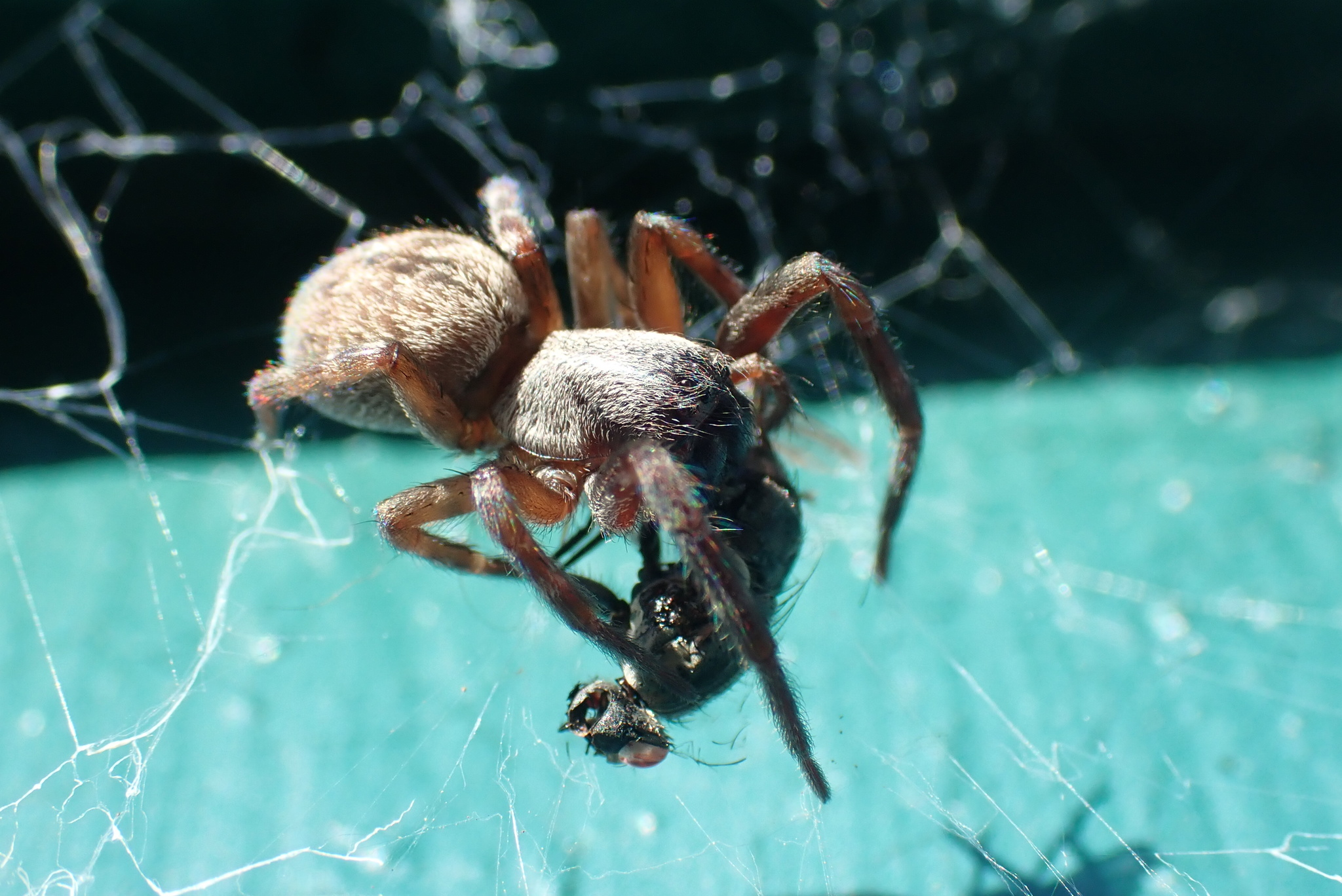
Weibchen beim Verzehr einer Fliege

Die Graue Hauskräuselspinne ist ein opportunistischer Jäger und erbeutet verschiedene Gliederfüßer. Den Großteil der Beutetiere machen jedoch Zweiflügler und darunter insbesondere Fliegen aus den Familien der Acalyptratae, der Echten Fliegen (Muscidae) und der Schnaken (Tipulidae) aus. Häufig werden auch Schmeißfliegen (Calliphoridae) und Waffenfliegen (Stratiomyidae) von der Grauen Hauskräuselspinne erbeutet. Im Sommer und im Herbst wird das Beutespektrum durch die geflügelten Geschlechtstiere von verschiedenen Ameisen erweitert, was zusätzlich im Sommer auch durch Zikaden geschieht.

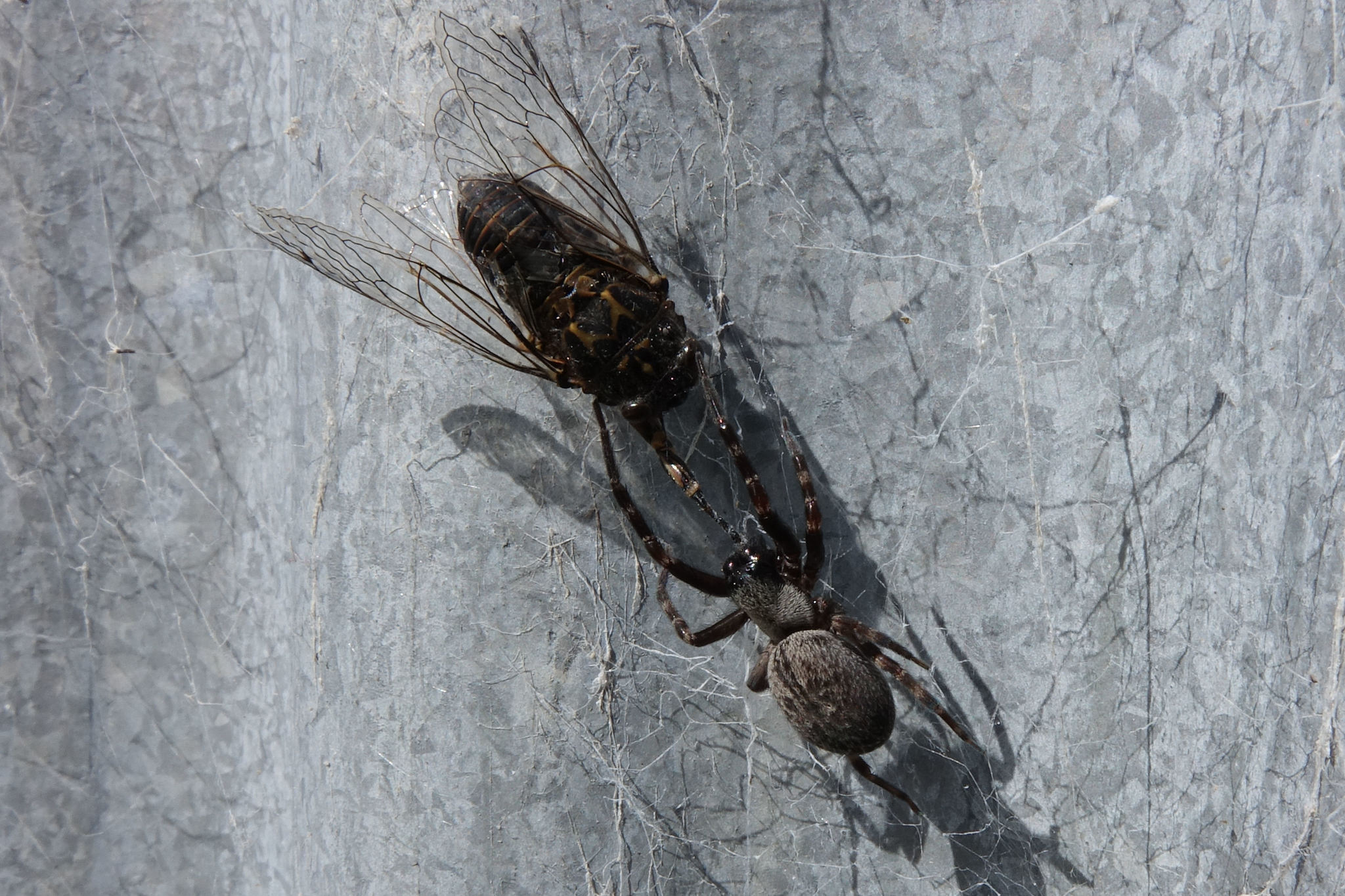
Weibchen mit einer Zikade als Beute

Im Winter werden Beutetiere knapp und innerhalb dieser Zeit bilden besonders Schmeiß- und Echte Fliegen, Schnaken sowie Pilz- (Mycetophilidae) und Trauermücken (Sciaridae) wichtige Beuteobjekte, die insbesondere für das Wachstum und das Erlangen der Geschlechtsreife der heranwachsenden Individuen von Bedeutung sind. Während für Jungtiere der Grauen Hauskräuselspinne kleinere Beutetiere, etwa Ameisen oder Pflanzenläuse (Sternorrhyncha) aus der Familie der Psyllidae, begehrte Beutetiere darstellen, verlieren die ausgewachsenen Spinnen das Interesse an diesen. In Uruguay ließen sich neben Ameisen und Zweiflüglern auch Käfer aus den Familien der Marien- (Coccinellidae) und der Schnellkäfer (Elateridae) als Beutetiere der Grauen Hauskräuselspinne belegen.

### Natürliche Feinde

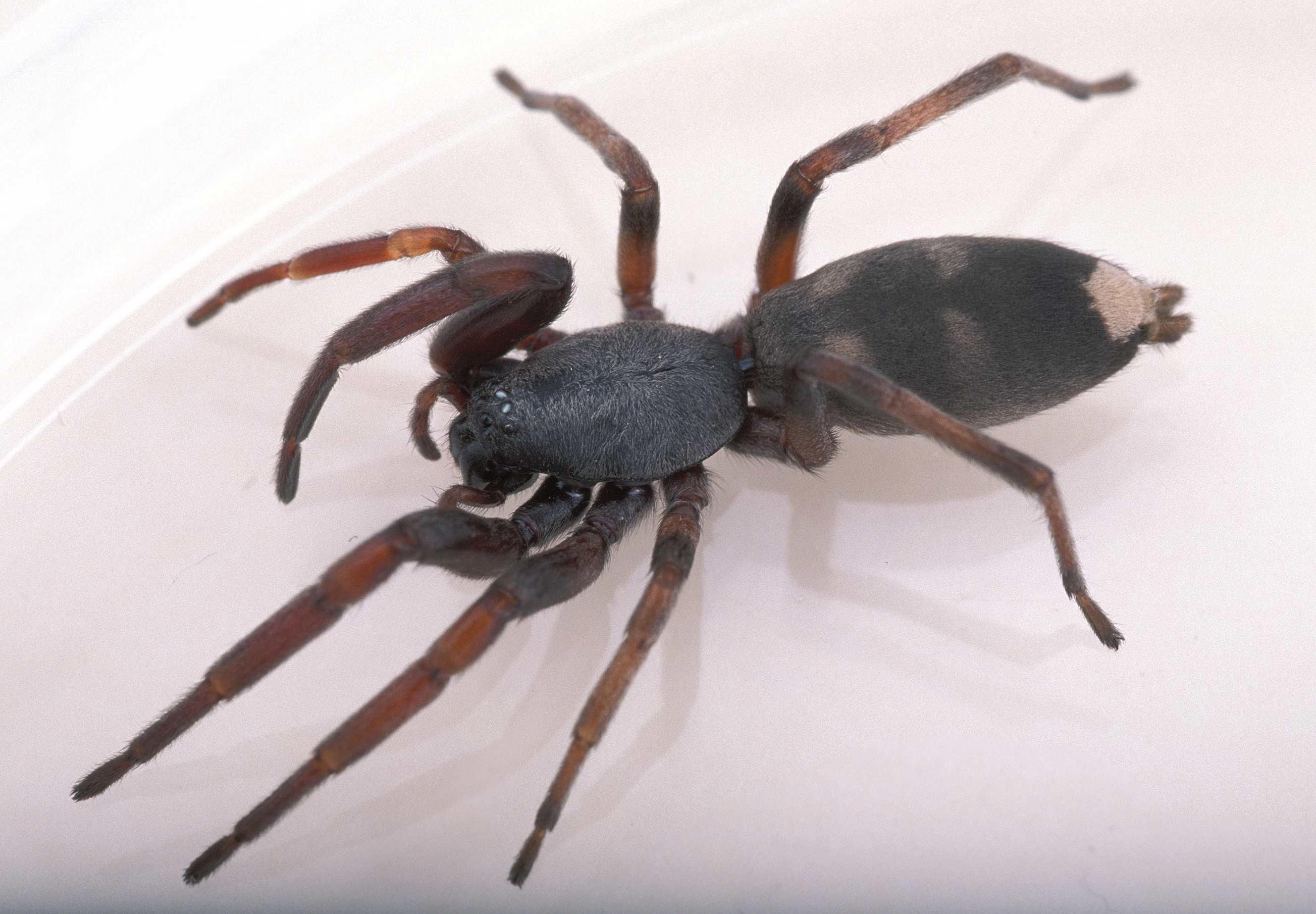
Die Spinnenart Lampona cylindrata („White-tailed spider“) ist ein Fressfeind

In ihrem natürlichen Verbreitungsgebiet ist die Graue Hauskräuselspinne wie die Schwarze Hausspinne (Badumna insignis) ein begehrtes Beutetier für die gemeinhin als „White-tailed spider“ bekannte Spinnenart Lampona cylindrata. Diese erbeutet allem Anschein nach ausschließlich andere Spinnen und dringt auch in die Netze von sowohl der Grauen Hauskräuselspinne als auch anderer Spinnenarten wie der Schwarzen Hausspinne ein.
Auch die Wanzenart Stenolemus bituberus aus der Familie der Raubwanzen (Reduviidae) ist ein bedeutender Prädator (Fressfeind) der Grauen Hauskräuselspinne, da diese wohl ebenfalls diese Spinnenart als Beuteobjekt bevorzugt. Die Wanze begibt sich ähnlich wie Lampona cylindrata in die Fangnetze der Grauen Hauskräuselspinne und erbeutet dort Individuen dieser.

### Verhalten gegenüber anderen Spinnenarten

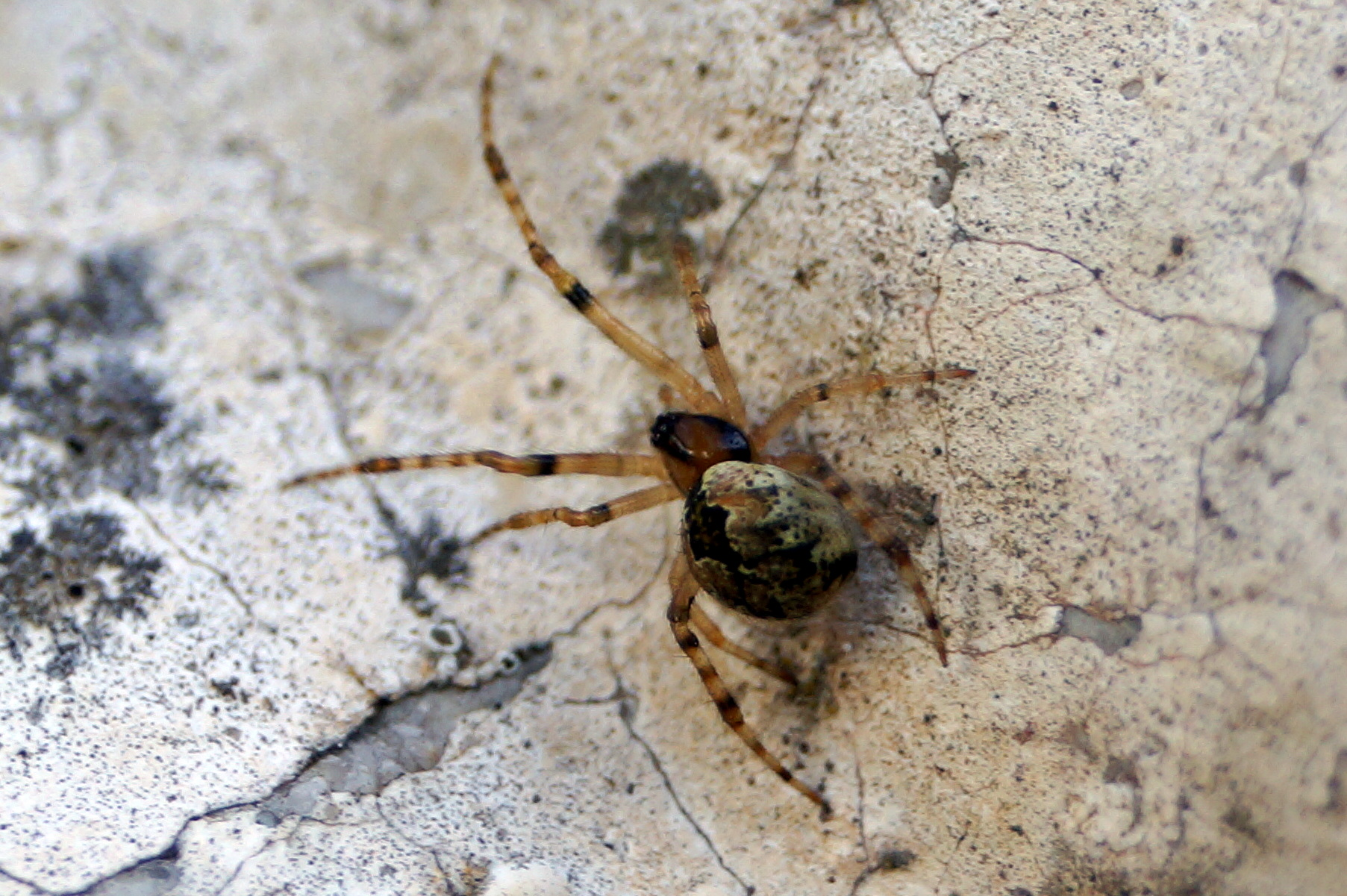
Cryptachaea veruculata und die Graue Hauskräuselspinne können sich je nach Situation gegenseitig erbeuten, wobei letztere Art häufig erstgenannter zum Opfer fällt.

Die Graue Hauskräuselspinne zeigt vielfältige Verhaltensweisen gegenüber anderen Spinnen. In Neuseeland beispielsweise kommt es nicht selten zu einer interspezifischen Prädation, die die zu den Kugelspinnen (Theridiidae) zählenden Art Cryptachaea veruculata sowie seltener zwischen der zu den Echten Radnetzspinnen (Araneidae) zählenden Art Eriophora pustulosa sowie die Graue Hauskräuselspinne umfasst. Dabei kommen Erbeutungen von anderen Spinnen seitens der Grauen Hauskräuselspinne und Eriophora pustulosa allgemein seltener als bei der dritten Art vor. Häufig gibt es zwei Möglichkeiten, die ein Erlegen von einer anderen Spinnenart begünstigen. Eine ist die, dass sich die Netze beider Spinnen derart eng aneinander befinden können, dass beide in Berührung geraten. Die zweite Möglichkeit ist die, dass eine Spinne ihr Fangnetz verlässt und dabei in das der anderen gerät. In diesem Falle fällt insbesondere die Graue Hauskräuselspinne Cryptachaea veruculata zum Opfer.

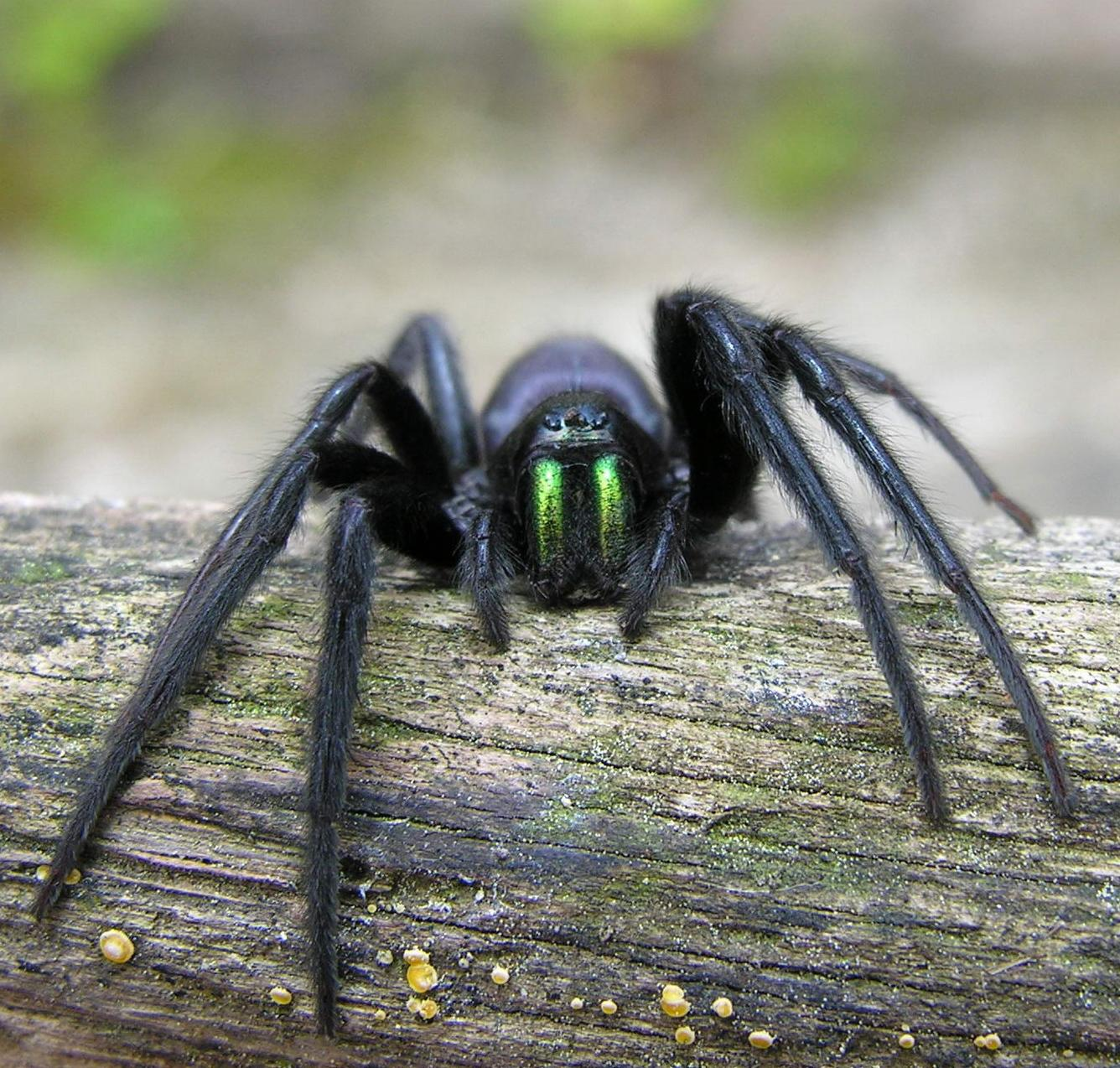
Einige andere Spinnenarten, etwa die Mächtige Fischernetzspinne (Segestria florentina), können auch mit der Grauen Hauskräuselspinne koexistieren.

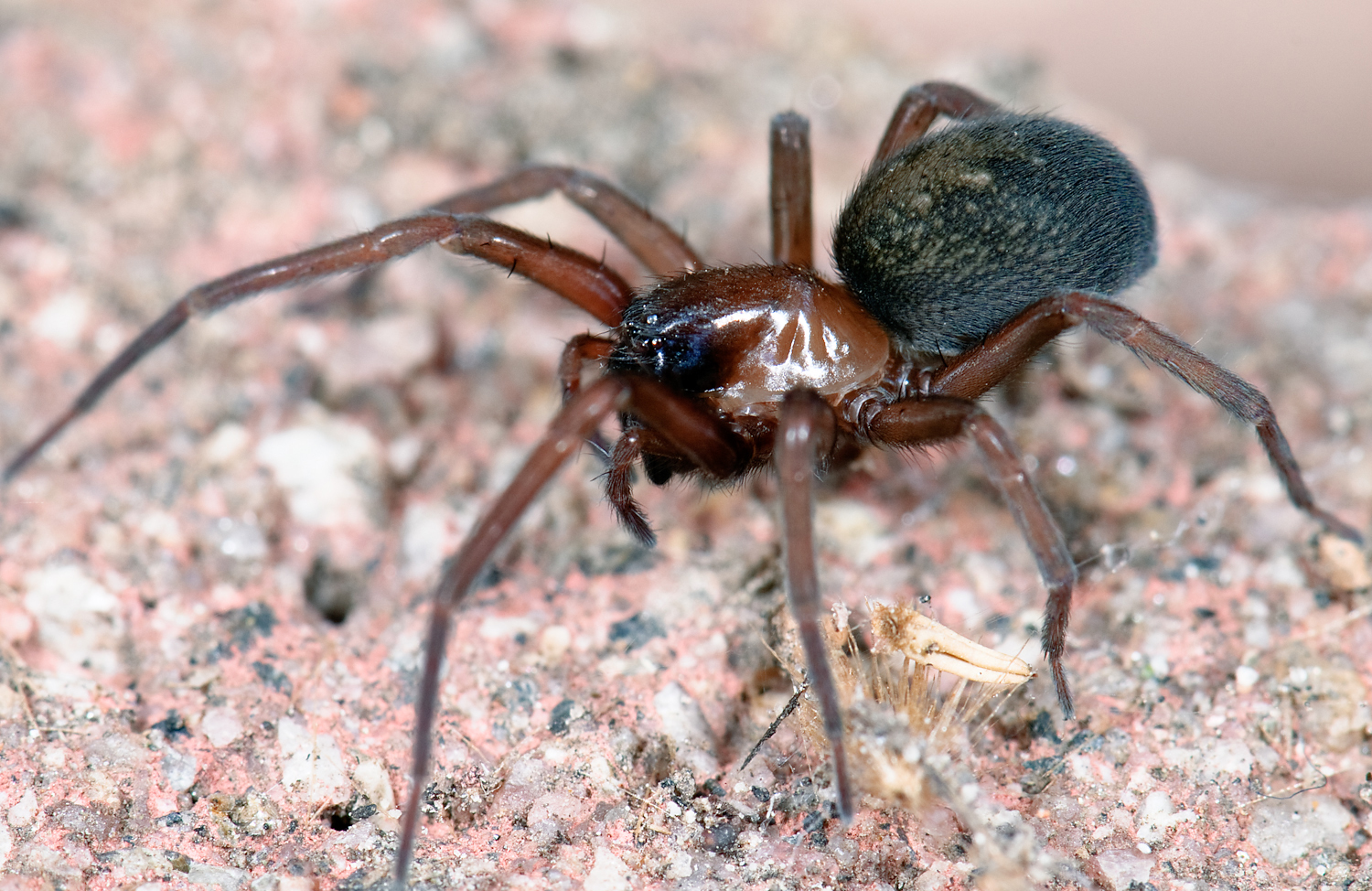
In Argentinien konkurriert die Graue Hauskräuselspinne mit der dort heimischen Art Metaltella simoni.

In Uruguay ließ sich die dort eingeführte und die Rinde von Eukalypten (Eucalyptus) bevorzugende Graue Hauskräuselspinne zusammen mit anderen innerhalb dieses Gebiets ebenfalls synanthrop lebenden Spinnenarten an den gleichen Fundorten nachweisen. Eine Koexistenz bestand mit den Arten Polybetes pythagoricus aus der Familie der Riesenkrabbenspinnen (Sparassidae), der Mächtigen Fischernetzspinne (Segestria florentina), Ariadna boesenbergi aus der Familie der Fischernetzspinnen (Segestriidae) und Selenops spixi aus der Familie der Selenopidae sowie mit verschiedenen Rindensackspinnen (Corinnidae), Springspinnen (Salticidae) und Plattbauchspinnen (Gnaphosidae). In Gebäuden wurde die Graue Hauskräuselspinne außerdem nicht selten in der Nähe von Netzen der ebenfalls zu den Gezeitenspinnen (Desidae) zählenden Art Metaltella iheringi gefunden. In Argentinien konkurriert die dort ebenso eingeschleppte Graue Hauskräuselspinne dagegen mit der heimischen und mit M. iheringi nah verwandten Art Metaltella simoni, da beide Arten die gleichen Mikrohabitate bevorzugen.
Sowohl das Weibchen der Grauen Hauskräuselspinne als auch das der gattungsverwandten Schwarzen Hausspinne (B. insignis) erbeuten nicht selten Männchen der jeweils anderen Art, sollten diese in ihr Netz geraten. Dabei kommt es je nach Konstellation dennoch zu großen Unterschieden des Verhaltens der Spinnen. Sollte ein Männchen der Schwarzen Hausspinne in ein Netz eines Weibchens der Grauen Hauskräuselspinne geraten, dann verharrt dieses reglos oder bewegt sich durch das Netz, vollführt jedoch nicht das für die Art typische Balzverhalten, das es bei einem arteigenen Weibchen ausüben würde. In seltenen Fällen durchtrennt das Männchen Fäden vom Fangnetz, zupft daran oder legt selbst Seide am Netz des artfremden Weibchens an. Dieses nähert sich bei Zupfen oder Durchtrennungen dem Männchen, das sich daraufhin zurückzieht oder jegliche Bewegungen beendet. Umgekehrt verbleibt ein Männchen der Grauen Hauskräuselspinne im Netz eines Weibchens der Schwarzen Hausspinne anfangs nicht bewegungslos, sondern läuft dort umher oder legt ebenfalls seltener seine eigenen Fäden am Netz des artfremden Weibchens an. Während sich ein Männchen der Grauen Hauskräuselspinne im Netz eines Weibchens der Schwarzen Hausspinne fortbewegt, folgt letzteres dem artfremden Männchen mit ausgestreckten Vorderbeinen, mit denen es auf seinem Netz Vibrationen auslöst. Das Männchen der Grauen Hauskräuselspinne kommt dann nach einiger Zeit zum Stillstand, während das artfremde Weibchen seine Fortbewegungen nicht unterbricht. Kommt es zu einem aggressiven Verhaltens des Weibchens der Schwarzen Hausspinne gegenüber dem Männchen der Grauen Hauskräuselspinne, positioniert das Männchen seine Beine zum und seinen Körper weg vom artfremden Weibchen gerichtet. Dieses Verhalten lässt vermuten, dass jeweils arteigene Pheromone (Botenstoffe) Kreuzungen beider Arten verhindern.

### Lebenszyklus und Phänologie
Der Lebenszyklus der Grauen Hauskräuselspinne ist wie bei Spinnen üblich in mehrere Etappen gegliedert. Die Phänologie (Aktivitätszeit) ausgewachsener Individuen der Art ist nicht genau bekannt und beläuft sich zumindest in Nordamerika vermutlich auf das ganze Jahr. Der Lebenszyklus der Grauen Hauskräuselspinne wurde 2019 zusammen mit dem der Schwarzen Hausspinne (Badumna insignis) von Marianne W. Robertson und Peter H. Adler in Gefangenschaft ausführlich untersucht. Zwischen der Biologie beider Arten bestehen viele Gemeinsamkeiten.

#### Kopuläres Verhalten
Das kopuläre Verhalten der Grauen Hauskräuselspinne mitsamt dem präkopulären lässt sich in drei Abschnitte gliedern. Bei diesen handelt es sich um das Anlocken sowie Zusammentreffen beider Geschlechtspartner, um das Balzverhalten und um die eigentliche Paarung, wobei alle drei ineinander übergehen.

##### Auffinden und Zusammentreffen der Geschlechtspartner
Ein geschlechtsreifes Männchen verlässt seinen Unterschlupf und kann bereits ein subadultes Weibchen aufsuchen. In diesem Falle verbleibt es in dessen Netz und vertreibt andere Männchen. Ein Weibchen der Grauen Hauskräuselspinne gibt wohl arteigene Pheromone (Botenstoffe) frei, um Männchen anzulocken, wie es auch bei anderen Spinnen der Fall ist. Diese Pheromone werden vom Weibchen vermutlich an den Fäden des Spinnennetzes befestigt.

##### Balz
Hat ein Männchen der Grauen Hauskräuselspinne das Netz eines Weibchens ausgemacht, dann beginnt es mit einem charakteristischen Balzverhalten, das dem der ebenfalls zu den Hauskräuselspinnen (Badumna) zählenden Schwarzen Hausspinne (B. insignis) ähnelt. Wie bei dieser beginnt das Männchen der Grauen Hauskräuselspinne bereits mit einem Balzverhalten, bevor physischer Kontakt zum Weibchen besteht. Während der Balz vibriert es mit seinen Opisthosoma auf dem Netz des Weibchens oder auf diesem selber, während es dieses auf und ab bewegt. Anschließend hebt das Männchen sein vorderes Beinpaar in einer Position an, in der die Femora gerade nach oben stehen und die distalen Beine sich zu 90° abgewinkelt von den Oberschenkelknochen befinden. Danach vibriert das Männchen seine Beine, seinen Carapax und sein Opisthosoma auf vertikaler Position.
Viele der folgenden Annäherungsschritte teilt das Männchen der Grauen Hauskräuselspinne mit dem der Schwarzen Hausspinne, darunter die beginnende Kontaktaufnahme, bei der das Männchen mit dem ersten und/oder dem zweiten Beinpaar die Beine oder den Körper des Weibchens berührt. Das Männchen setzt seine Balz gegenüber dem Weibchen frontal fort und klettert über dessen Carapax zum Opisthosoma. Seltener klettert das Männchen direkt auf das Opisthosoma des Weibchens. Anders als bei der Schwarzen Hausspinne beißt das Männchen das Weibchen in dessen dorsale Körperfläche, woraufhin sich dieses kurzzeitig zurückzieht. Nach der Rückkehr des Weibchens wird die Balz fortgeführt. Das Männchen vibriert dann mit seinen Pedipalpen in vertikaler Ausrichtung, was auch bei der Schwarzen Hausspinne vorkommt, wobei das Männchen der Grauen Hauskräuselspinne dabei mit seinen Pedipalpen auf dem Netz oder direkt auf dem Weibchen und das Männchen der Schwarzen Hausspinne meistens mit seinen Pedipalpen an den Beinen, am Carapax oder am Opisthosoma des Weibchens vibrierende Bewegungen ausführt. Während sich das Männchen auf dem Netz des Weibchens fortbewegt, legt es Spinnfäden darauf ab. Das Männchen der schwarzen Hausspinne legt dabei zusätzlich Fäden auf dem Körper des Weibchens an. Das Männchen zupft dann am Netz des Weibchens, indem es mit seinen Vorderbeinen einzelne Fäden ergreift, von sich aus nach hinten zieht und dann loslässt. Das Männchen der Grauen Hauskräuselspinne setzt dabei zusätzlich anders als die andere Art seine Pedipalpen ein. Dieses Verhalten seitens des Männchens geschieht im Stillstand oder während der Fortbewegung auf dem Netz des Weibchens.
Das Weibchen selbst verhält sich während der Balz zumeist passiv, wobei es selten gegenüber den Männchen zu einem aggressiven Verhalten kommt. Daneben kann es auch vorkommen, dass das Weibchen ein balzendes Männchen mit den Beinen wegstößt. Auch ist einmalig überliefert, dass ein Weibchen vor dem Männchen den Beinkontakt herstellt.
Im Gegensatz zum Balzverhalten der Grauen Hauskräuselspinne ist das der Schwarzen Hausspinne wie auch die darauffolgende Begattung wesentlich kürzer. Bei beiden Arten dient die Balz unterschiedlichen Funktionen, darunter vermutlich der Arterkennung, da beide Arten sich morphologisch ähneln und Habitate teilen. Da die Weibchen beider Arten zu Kannibalismus gegenüber den arteigenen Männchen neigen, besteht außerdem die Theorie, dass eine Erbeutung der Männchen von den Weibchen durch die Balz bis zum Abschluss der Befruchtung unterbunden werden soll.

##### Paarung
Ist das Weibchen paarungswillig, erfolgt nach der Balz die Begattung. Zu einer Paarung kann es beispielsweise auch nach einer Balz nicht kommen, sollte es zwischen beiden Geschlechtspartnern zu aggressiven Handlungen kommen. Bei Versuchen in Gefangenschaft zeigten Männchen der Grauen Hauskräuselspinne eine leichte Bevorzugung gegenüber bereits zuvor begatteten Weibchen.
Bei der Paarung platziert sich das Männchen zuerst ventral gegenüber dem Weibchen. Danach positioniert es sich so, dass beide Geschlechtspartner mehr oder weniger gegenüber von Gesicht zu Gesicht positioniert sind. Während der Paarung kommt es vermehrt zu Wechseln der vom Männchen in die Epigyne des Weibchens eingeführten Bulbi mit dazwischenliegenden und langanhaltenden Pausen. Insgesamt kann das Männchen parallel zum Weibchen bis zu einem Winkel von 90° positioniert sein. Es führt den rechten Bulbus entsprechend bei der rechten Körperhälfte ein und umgekehrt. Nachdem das Männchen einen seiner Bulbi wiederholend auf einer Seite des Weibchens eingeführt hat, überquert das Männchen den Rücken des Weibchens und positioniert sich zwecks der Insertion (Einfuhr) mit dem jeweils anderen Bulbus auf die anfangs gegenüberliegende Seite des Weibchens. Wenn das Männchen die Dorsalseite seiner Partnerin überquert, vibriert es mit seinen Pedipalpen auf dieser und vibriert zeitgleich mit seinem Opisthosoma. Einmalig ließ sich bei einem Männchen der Grauen Hauskräuselspinne während der Überquerung des Weibchens belegen, dass es dieses dabei mit Spinnseide bedeckte. Im Gegensatz zur Schwarzen Hausspinne (Badumna insignis) scheint diese Überquerung bei der Grauen Hauskräuselspinne bei jeder Paarung stattzufinden.
Nach bisherigen Kenntnissen können eine bis 322 Insertionen der Bulbi des Männchens der Grauen Hauskräuselspinne mit einem Mittelwert von 101,9 + 18,71 während der Begattung stattfinden, wobei sich die Anzahlen der Einfuhren beider Bulbi nicht signifikant voneinander unterscheiden. Bisher wurden Paarungen der Grauen Hauskräuselspinne mit Dauern von 0,54 bis zu 241,53 Minuten belegt. Dabei wird die Dauer von der Anzahl der Insertionen der Bulbi vom Männchen beeinflusst.
Der Grund für die Schwankung der Kopulationsdauer ist nicht eindeutig erklärbar. Eine wenn auch eher unwahrscheinliche Vermutung wäre, dass durch die länger anhaltende Begattung das Männchen Verpaarung seiner Geschlechtspartnerin mit anderen Männchen verhindert und somit die Weitergabe seines eigenen Erbguts gesichert wird. Die leitungsartigen Spermatheken von Gezeitenspinnen (Desidae) einschließlich der Grauen Hauskräuselspinne machen es wahrscheinlich, dass weibliche Tiere dieser Taxa die Spermien der jeweils ersten Männchen, mit denen Paarungen stattgefunden haben, priorisieren, wobei allerdings unklar ist, ob bei Weibchen der Grauen Hauskräuselspinne Polygamie (vermehrte Paarungen) vorkommt. Dagegen spräche jedoch die Bevorzugung bereits begatteter Weibchen seitens der Männchen bei den in Gefangenschaft durchgeführten Versuchen. Bei ausgewachsenen Weibchen ist eine Bewachung seitens der Männchen unwahrscheinlich, da Weibchen die Spermien speichern können und bei diesen zusätzlich eine Korrelation zwischen der reproduktiven Fitness (Adaptionsfähigkeit) und verlängerter Kopulation nicht nachweisbar ist. Eine ebenfalls fehlende Korrelation zwischen der Anzahl der Insertionen von den Bulbi des Männchens während der Paarung und der Langlebigkeit des Weibchens deutet darauf hin, dass das Männchen nicht die Lebensdauer des Weibchens verlängern, dafür jedoch eventuell dessen Fitness erhöhen kann. Eine Sicherung der während der Befruchtung übertragenen Spermien scheint bei der Grauen Hauskräuselspinne wie auch bei anderen Hauskräuselspinnen (Badumna) nicht stattzufinden, da bereits eine einmalige Einfuhr eines Bulbus eines Männchens ausreicht, um alle Eizellen eines Weibchens zu befruchten. Dafür könnten derartige Maßnahmen bei diesen Spinnen zum Schutz vor der Ersetzung durch oder der Vermischung mit Spermien nachfolgender Männchen dienen. Die Paarung verläuft bei der Grauen Hauskräuselspinne länger als bei der Schwarzen Hausspinne, was ebenso unerklärt ist. Auch kommt Kannibalismus seitens des Weibchens gegenüber dem Männchen der Grauen Hauskräuselspinne deutlich seltener als bei der anderen Art vor. Insgesamt fallen Männchen, die eine längere Begattung voll- und ihre Bulbi vermehrt während der Paarung einführen, häufiger den Weibchen zum Opfer.

#### Brutpflege
Die Graue Hauskräuselspinne betreibt Brutpflege und das Weibchen der Art pflegt sowohl seine Eikokons als auch seine daraus schlüpfenden Nachkommen noch für unbekannte Zeit. Insgesamt ist das Brutpflegeverhalten der Art nur in Teilen erforscht.

##### Eiablage und Kokonbau

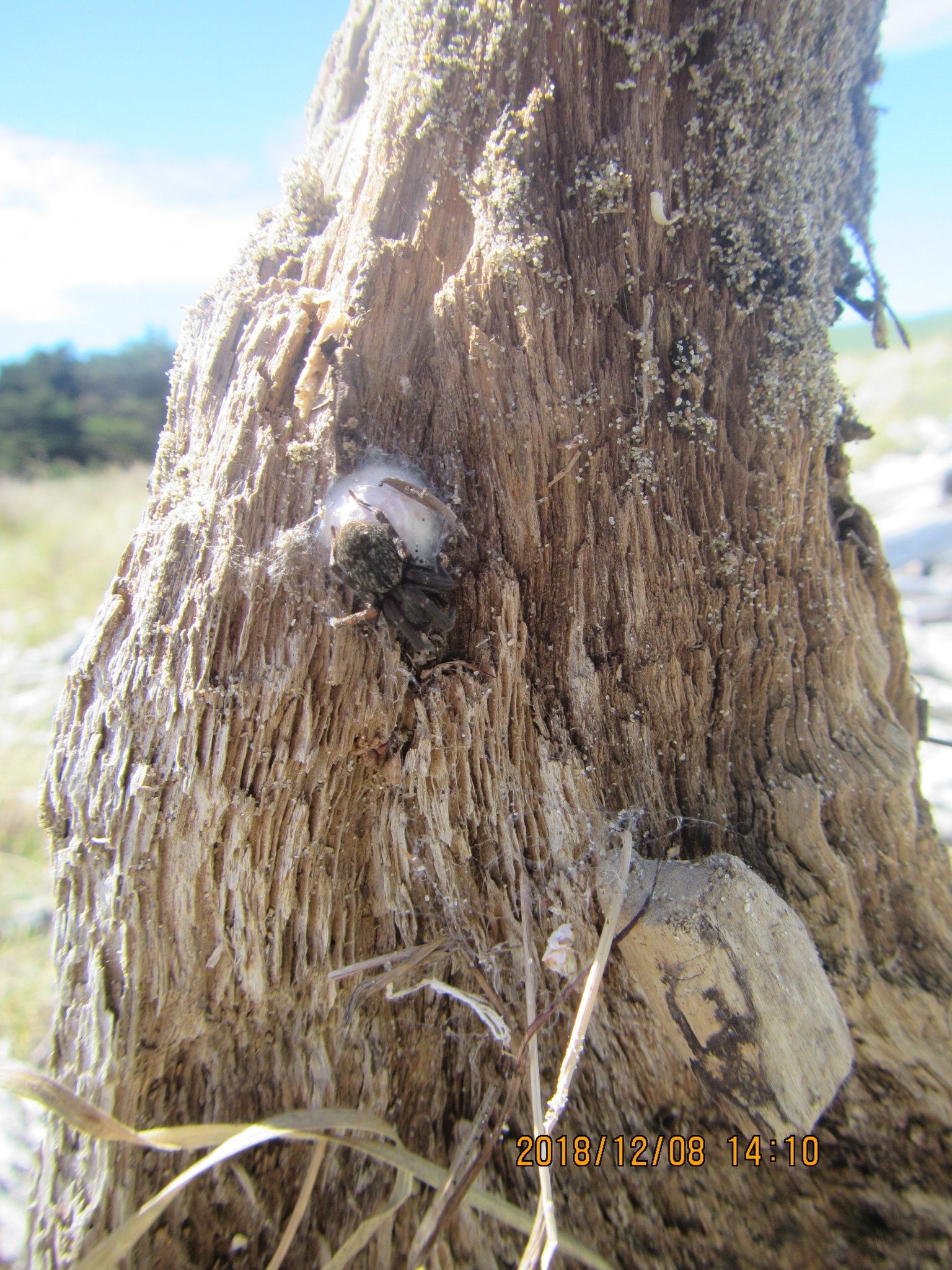
Ein Weibchen bewacht seinen Eikokon

Ein begattetes Weibchen der Grauen Hauskräuselspinne kann das übertragene Sperma eines Männchens nach bisherigen Kenntnissen von 12 bis zu 175 Tagen und durchschnittlich 86,3 ± 16,69 Tagen in seinen Spermatheken (Samentaschen) speichern. In Gefangenschaft ließ sich nachweisen, dass das Weibchen unter diesen Bedingungen innerhalb von Zeitabständen zwischen 11,0 bis 19,0 Tagen in einem gesamten Zeitraum von 12 bis 175 Tagen Eikokons produziert. Der erste Eikokon wurde dabei durchschnittlich in einem Zeitraum von 27,8 ± 6,09 Tagen nach der Paarung gefertigt. Wie das Weibchen der Schwarzen Hausspinne (Badumna insignis) kann das der Grauen Hauskräuselspinne unter Laborbedingungen 12 bis 18 Kokons herstellen, wobei die Anzahl der darin enthaltenen Eier mit 8 bis 63 geringfügig niedriger ausfallen kann als bei ersterer Art. Das Weibchen versieht seine Eikokons mit Beuteresten, was möglicherweise der Tarnung dient.
Neben der Anzahl der Eikokons ist auch die Größe der Eigelege von der Langlebigkeit des Weibchens abhängig, während die Anzahl der Eikokons selber vermutlich von der noch nicht genau überlieferten Ausprägung der Brutpflege des Weibchens mitbestimmt wird. Der Durchmesser der Eikokons kann nach bisherigen Kenntnissen von 8 bis 63 Millimeter reichen. Bei vielen Spinnen nimmt die Größe der Eikokons bei zunehmender Anzahl dieser ab, was bei der Grauen Hauskräuselspinne und auch der Schwarzen Hausspinne vermutlich durch deren Fähigkeiten, das Sperma vergleichsweise lange zu speichern und die Nahrungsaufnahme auch weiterhin fortsetzen zu können, nicht der Fall ist.

##### Schlupf, Heranwachsen und Lebenserwartung
Unter Laborbedingungen wurde der Schlupf der Jungtiere der Grauen Hauskräuselspinne wie bei der Schwarzen Hausspinne (Badumna insignis) innerhalb eines Zeitraums von 16,2 und 29 Tagen nach der Herstellung des Kokons nachgewiesen. Diese ernähren sich von Beutetieren, die von ihrer Mutter erlegt wurden. Wie lange die Jungtiere bei ihrer Mutter verbleiben, ehe sie sich von ihr trennen und selbstständig heranwachsen, ist unbekannt. Allerdings können diese theoretisch auch schlüpfen, sollte der Kokon von ihrer Mutter entfernt werden.
Die Jungtiere der Grauen Hauskräuselspinnen wachsen wie alle Spinnen über mehrere Häutungsstadien heran. Dabei benötigen Männchen vermutlich fünf oder sechs und Weibchen wohl meistens sechs, seltener sieben und ganz selten acht Häutungen für das Erlangen des Adultstadiums. Dabei nimmt wie bei der Schwarzen Hausspinne das zeitliche Intervall zwischen den Häutungen mit jedem Stadium zu. Auch beansprucht wie bei der anderen Art das Heranwachsen schwererer Männchen mehr Zeit als bei kleineren. Durch die variierende Anzahl an Häutungen bei beiden Geschlechtern entstehen auch deren verschieden ausfallenden Endgrößen, wobei unklar ist, ob dieses Phänomen auf genetische Ursachen oder auf unterschiedliche Nahrungsaufnahmen oder beides zurückzuführen ist.
Die genaue Lebenserwartung der Grauen Hauskräuselspinne ist unbekannt. Weibchen der Art können nach der Paarung in Gefangenschaft noch 35 bis 212 Tage leben.

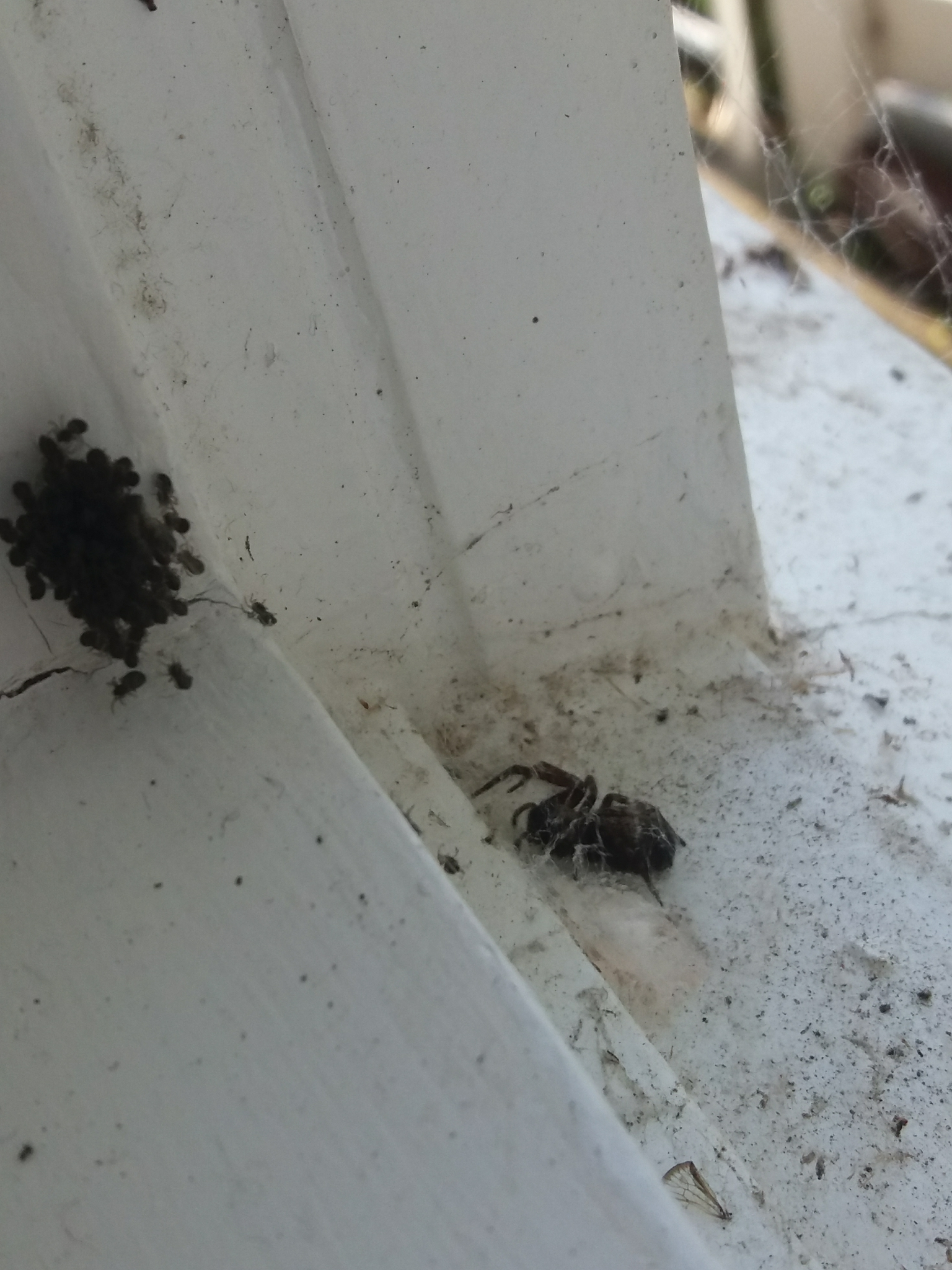
Frisch geschlüpfte Jungtiere noch im Bereich des einstigen Eikokons, rechts unten das Muttertier.
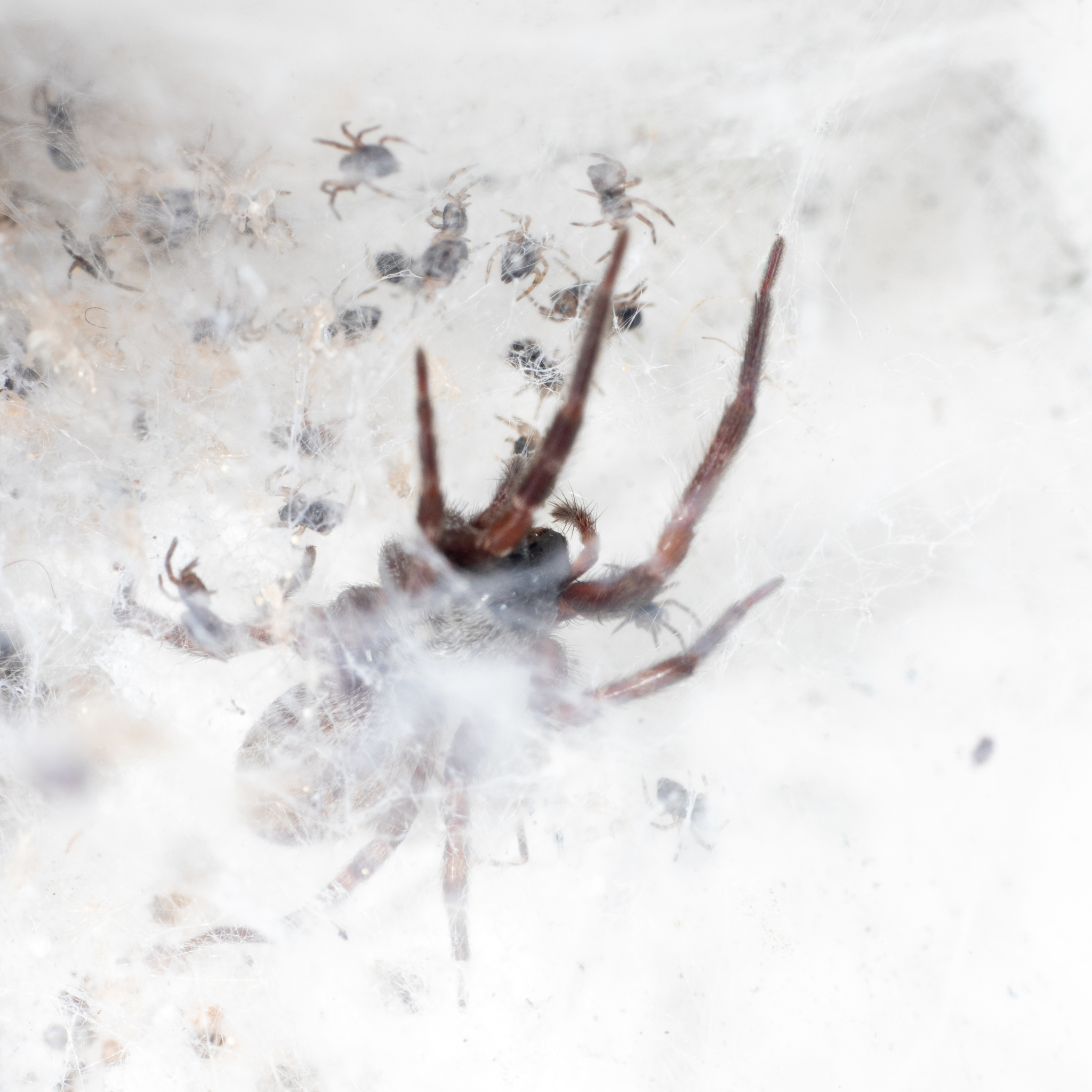
Jungtiere im Netz des Muttertieres
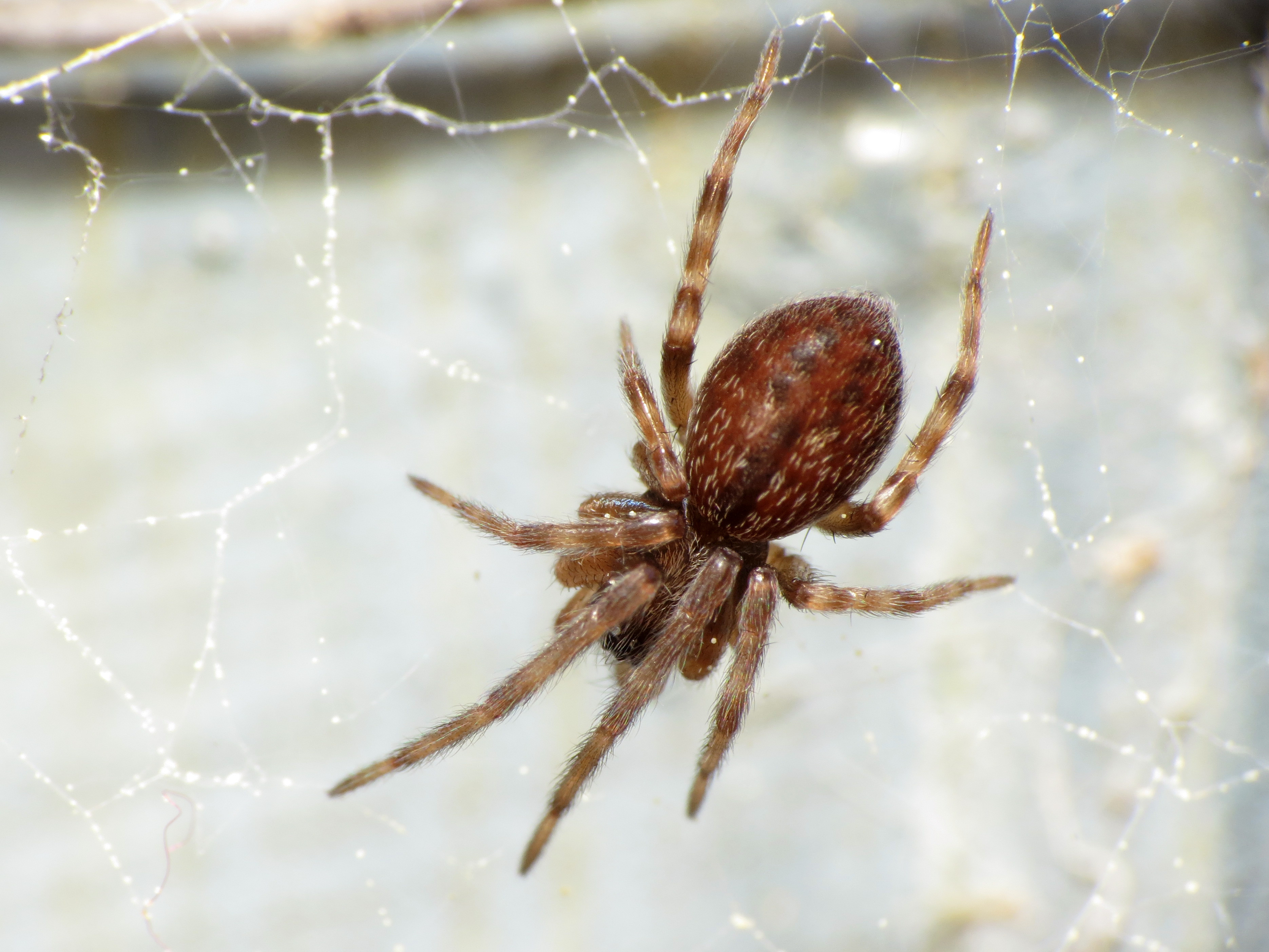
Juveniles Exemplar
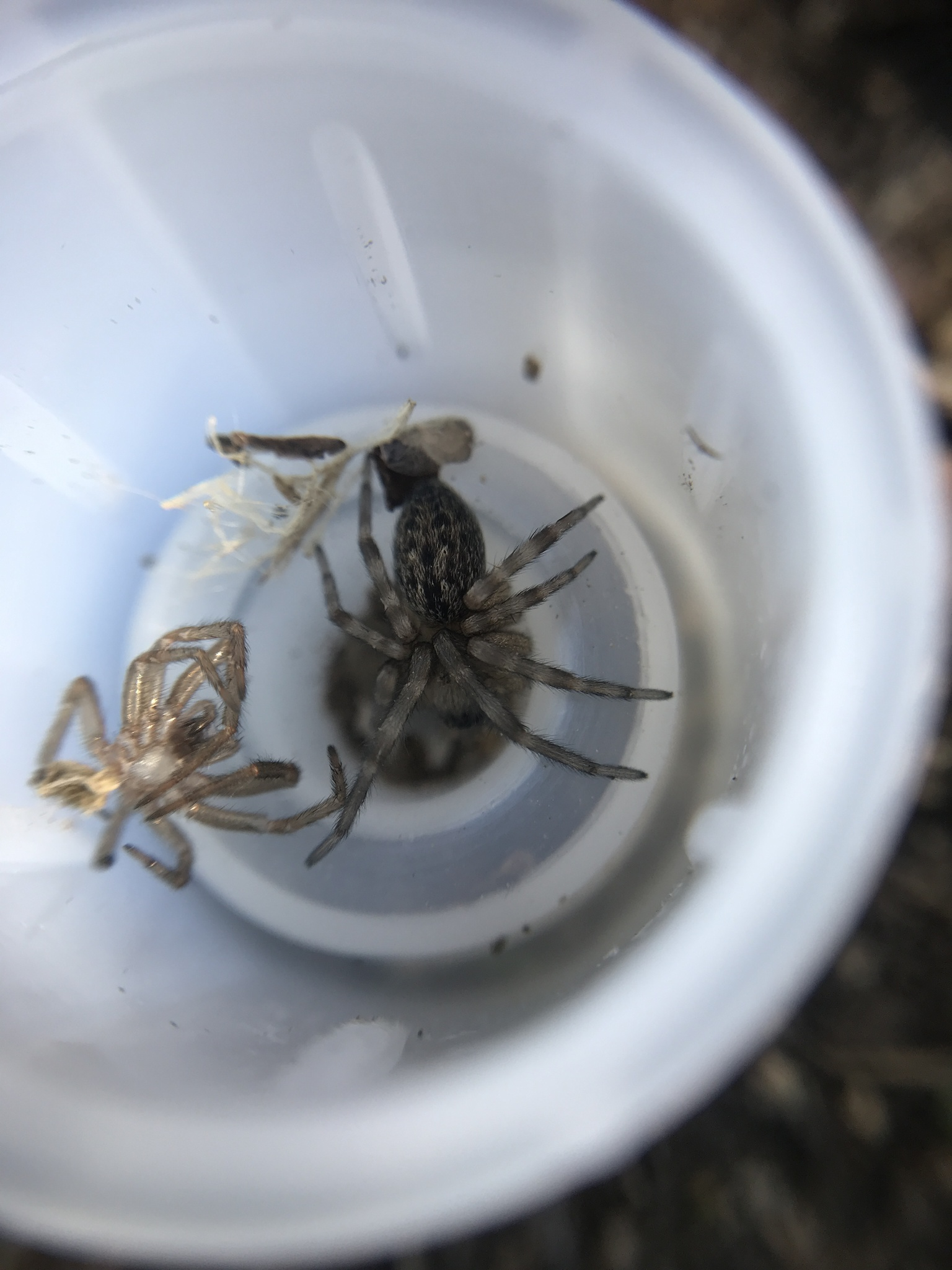
Dito, kurz nach einer Häutung. Links ist die Exuvie erkennbar.

## Systematik
Die Systematik der Grauen Hauskräuselspinne erfuhr vermehrt Veränderungen. Der Artname longinqua ist ein Adjektiv aus der lateinischen Sprache, das übersetzt „fern“ bedeutet.

### Beschreibungsgeschichte
Die Graue Hauskräuselspinne wurde seit ihrer 1876 von Ludwig Carl Christian Koch durchgeführten Erstbeschreibung zu den Echten Finsterspinnen (Amauroblus) gerechnet und erhielt die wissenschaftliche Bezeichnung A. longinquus. Demzufolge gehörte die Art anfangs zur Familie der Finsterspinnen (Amaurobiidae). Die heute als jüngeres Synonym geltende Bezeichnung Ixeuticus martius für die Graue Hauskräuselspinne fand erstmals 1917 seitens Raymond Comte de Dalmas Verwendung. 1983 wurde die Graue Hauskräuselspinne anfangs noch als Badumna longinquus von Michael Roland Gray in die Gattung der Hauskräuselspinnen (Badumna) transferiert. Die Zugehörigkeit der Gattung mitsamt der Arten einschließlich der Grauen Hauskräuselspinne zu den Gezeitenspinnen wurde 1998 von Valerie Todd Davies bestätigt. Seitdem ist auch die wissenschaftliche Bezeichnung Badumna longinqua für die Art üblich.

### Synonymisierte Arten
7 einstige Arten wurden mit der Grauen Hauskräuselspinne synonymisiert und verloren somit ihren Artstatus. Diese Arten waren:
- Badumna chalybeia (L. Koch, 1872) – Synonymisiert mit der Grauen Hauskräuselspinne unter Lehtinen, 1967.
- Badumna helsoni (Bryant, 1935) – Synonymisiert mit der Grauen Hauskräuselspinne unter Marples, 1959.
- Badumna martia (Simon, 1899) – Synonymisiert mit der Grauen Hauskräuselspinne unter Lehtinen, 1967.
- Badumna senilis (L. Koch, 1872) – Synonymisiert mit der Grauen Hauskräuselspinne unter Lehtinen, 1967.
- Badumna silvana (L. Koch, 1872) – Synonymisiert mit der Grauen Hauskräuselspinne unter Lehtinen, 1967.
- Badumna sternitzkii (Gertsch, 1937) – Synonymisiert mit der Grauen Hauskräuselspinne unter Marples, 1959.
- Badumna subfasciata Simon, 1899 – Synonymisiert mit der Grauen Hauskräuselspinne unter Marples, 1959.

## Graue Hauskräuselspinne und Mensch

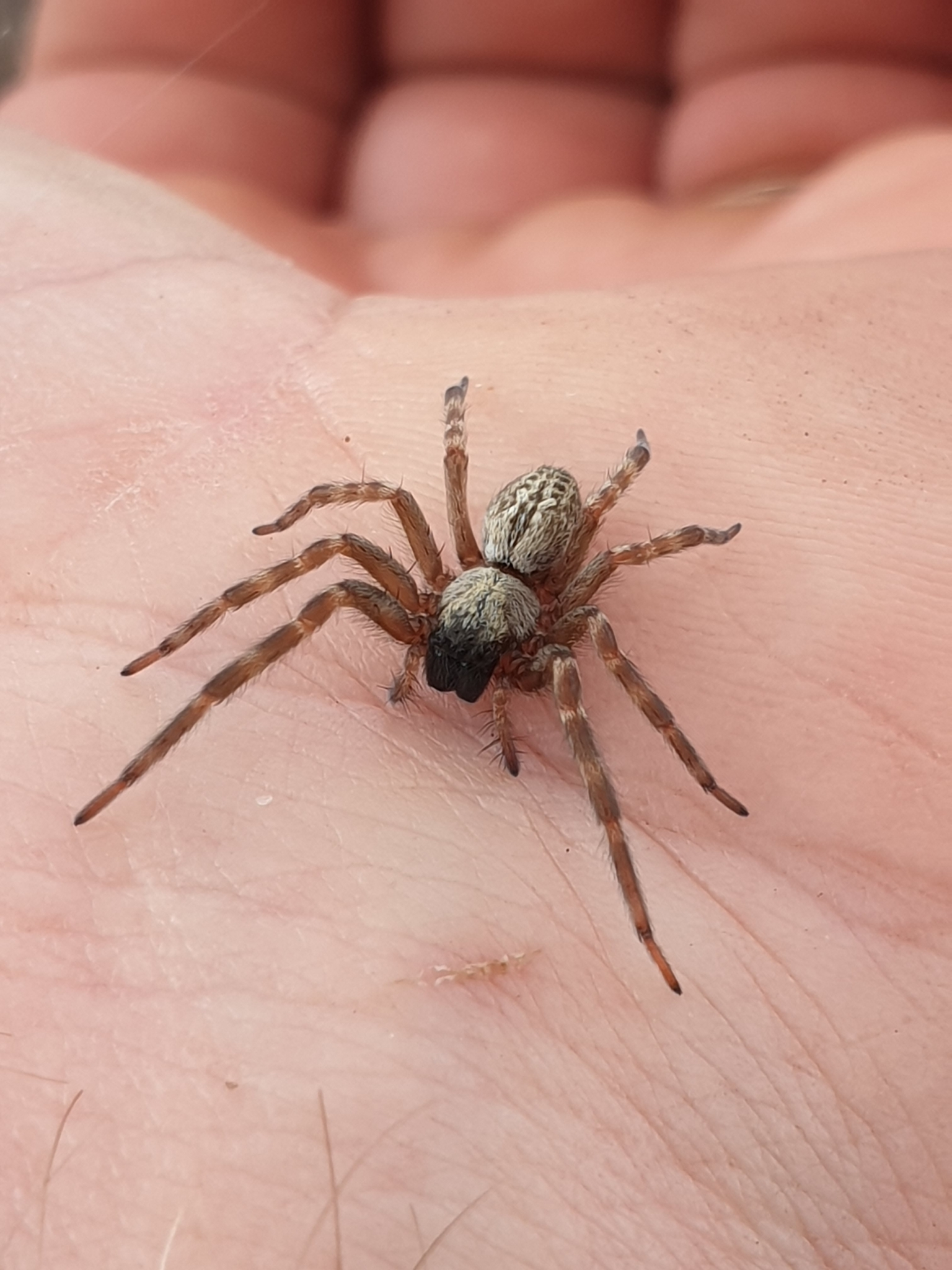
Weibchen auf der Hand

Die Graue Hauskräuselspinne erfuhr besonders durch ihre globale Ausbreitung vermehrt Aufmerksamkeit. Allerdings besteht noch Forschungsbedarf, inwiefern die heimische Fauna und die menschlichen Populationen in den Ländern, in denen die Art eingeführt wurde, genau beeinflusst wird.

### Auslöser der Einführung und Folgen
Menschliche Aktivitäten sind der Hauptgrund für die Einfuhr der Grauen Hauskräuselspinne in andere Gebiete außerhalb ihres ursprünglichen, südaustralischen Verbreitungsgebiets. Darunter haben besonders Transportwege über Schiffs-, Schienen- und Flugverkehr die Ausbreitung der Art begünstigt, da diese Transportmittel geeignete warme Lebensräume und ein ausreichendes Nahrungsangebot für die Spinnen bieten. Auch internationales Reisen seitens des Menschen dürften zur Expansion des Verbreitungsgebiets der Grauen Hauskräuselspinne beigetragen haben.
Die Graue Hauskräuselspinne wird in mehreren Ländern vermehrt in urbanen und suburbanen Lebensräumen nachgewiesen und dadurch ihre Synanthropie verdeutlicht. Dennoch ist die Art dazu in der Lage, sich an verschiedene Habitate anzupassen, was ihrer Ausbreitung ebenso zugutekam. Allerdings können verschiedene Umweltfaktoren die Graue Hauskräuselspinne an weiteren Expansionen ihrer Verbreitungsgebiete verhindern, obgleich die ursprünglich eigentlich aus Gebieten mit gemäßigtem Klima stammende Graue Hauskräuselspinne eine beachtlich hohe Toleranz gegenüber den Klimata in ihren Einschleppungsgebieten zeigt. In Naturwaldreservaten in Neuseeland sucht die Art auch Schutz in Baumstümpfen, was eine vom Menschen verursachte Phoresie (Nutzung einer anderen Art als Transportmittel) seitens der Spinne sowie neue Anpassungen für die Besiedelung neuer Habitate der dort eingeführten Art verdeutlicht.
Angesichts der negativen Auswirkungen der beiden invasiven Arten der Hauskräuselspinnen (Badumna), der Grauen Hauskräuselspinne und der Schwarzen Hausspinne (B. insignis), auf einheimische Arten, die lokale Artenvielfalt in den jeweiligen Gebieten und die Gesundheit des Menschen, werten verschiedene Biosicherheitsprotokolle die eingeschleppten Vertreter dieser Gattung mitsamt der Grauen Hauskräuselspinne als potenzielle Schädlinge in den Gebieten, in denen sie als Neozoen erscheinen. Obwohl die Graue Hauskräuselspinne wie einige andere Spinnen Australiens wohl während der Kolonialzeit eine synanthropische Lebensweise annahm, besteht die Theorie, dass die Art durch die menschliche Globalisierung zu einem Kosmopoliten wird.

### Bissunfälle
Bisse der Grauen Hauskräuselspinne auf den Menschen sind überliefert. Der Biss der Art gilt zwar als schmerzhaft, ruft jedoch anderweitig keine medizinisch relevanten Symptome hervor.